# Campionato mondiale di calcio 2018
Il campionato mondiale di calcio 2018 o Coppa del Mondo FIFA Russia 2018 (in russo Чемпионат мира по футболу 2018?, Čempionat mira po futbolu FIFA 2018, in inglese FIFA World Cup Russia 2018), noto anche come Russia 2018, è stato la ventunesima edizione della massima competizione per le rappresentative di calcio (squadre comunemente chiamate "nazionali") maschili maggiori delle federazioni sportive affiliate alla FIFA.
Si è svolta in Russia da giovedì 14 giugno a domenica 15 luglio 2018 e come palloni ufficiali sono stati utilizzati Telstar 18 per la fase a gironi e Telstar Mechta (Mechta significa "sogno, ambizione" in russo) per la fase a eliminazione diretta.
È la prima edizione della Coppa del Mondo che si è disputata nell'Europa Orientale e, in generale, l'undicesima svoltasi in Europa ed al contempo la seconda in Asia (considerando Asiatico, pur facente parte della UEFA, lo stadio di Ekaterinburg), essendo così la prima svoltasi in due continenti. Con un costo stimato di oltre 14,2 miliardi di dollari, è stata l'edizione più costosa della Coppa del Mondo. È stata inoltre anche la prima Coppa del Mondo ad utilizzare il sistema VAR (Video Assistant Referee).
La nazionale campione in carica, la Germania, è stata eliminata al primo turno, dopo aver perso le partite giocate contro il Messico (1-0) e contro la Corea del Sud (2-0) ed aver vinto solo quella contro la Svezia (2-1). Per la quarta volta nelle ultime cinque edizioni, e la terza consecutiva, la squadra detentrice del trofeo non ha superato il girone eliminatorio, così come accade infatti per la Francia nel 2002, per l'Italia nel 2010 e per la Spagna nel 2014.
Nell'atto conclusivo, svoltosi il 15 luglio allo stadio Lužniki di Mosca, si sono affrontate le nazionali di Francia e Croazia, quest'ultima alla sua prima finale nella competizione. La sfida ha visto i Bleus prevalere per 4-2 e vincere così la Coppa del Mondo per la seconda volta, a vent'anni dal primo trionfo. Il terzo posto è stato ottenuto dal Belgio, vincitore della finalina contro l'Inghilterra.

## Assegnazione
Il 2 dicembre 2010, nella sede principale della FIFA a Zurigo, è stato deciso che l'edizione del 2018 della Coppa del Mondo FIFA si sarebbe giocata in Russia e che l'edizione del 2022 sarebbe stata ospitata dal Qatar.
La sequenza di scrutini ha avuto il seguente esito:
| Nazione              | Voto | Voto | Voto |
| Nazione              | 1    | 2    |      |
| -------------------- | ---- | ---- | ---- |
| Russia               | 9    | 13   |      |
| Spagna e Portogallo  | 7    | 7    |      |
| Paesi Bassi e Belgio | 4    | 2    |      |
| Inghilterra          | 2    | -    |      |
| Voti totali          | 22   | 22   |      |

## Formula
La formula confermava quella in vigore da quando, in occasione dell'edizione francese del 1998, la fase finale del campionato mondiale di calcio fu portata a 32 squadre e prevedeva, dunque, la formazione di otto gironi all'italiana (chiamati "gruppi") con partite di sola andata, ciascuno composto da quattro squadre.
Per determinare la posizione in classifica delle squadre in ogni gruppo furono presi in considerazione, nell'ordine, i seguenti criteri:
1. maggiore numero di punti;
2. migliore differenza reti;
3. maggiore numero di reti segnate.

Nel caso in cui, dopo aver applicato quanto sopra, due o più nazionali si trovassero ancora in parità, verranno utilizzati, sempre nell'ordine, gli ulteriori parametri qui di seguito:
1. maggiore numero di punti negli scontri diretti tra le squadre interessate (classifica avulsa);
2. migliore differenza reti negli scontri diretti tra le squadre interessate (classifica avulsa);
3. maggiore numero di reti segnate negli scontri diretti tra le squadre interessate (classifica avulsa);
4. maggiore numero di punti fair play, secondo quanto segue:
5. sorteggio effettuato dal comitato FIFA.

Le prime due nazionali classificate di ogni raggruppamento accedevano alla fase a eliminazione diretta, che consisteva in un tabellone di quattro turni (ottavi di finale, quarti di finale, semifinali e finali) ad accoppiamenti interamente prestabiliti e con incontri basati su partite uniche ed eventuali tempi supplementari e tiri di rigore, in caso di persistenza della parità tra le due contendenti.

## Mascotte
Mascotte ufficiale della manifestazione è Zabivaka. 

## Stadi
La Russia propose, originariamente, un elenco provvisorio di sedici stadi da impiegare per il torneo, situati nelle città di Ekaterinburg, Jaroslavl', Kaliningrad, Kazan', Krasnodar, Mosca, Nižnij Novgorod, Podol'sk, Rostov sul Don, San Pietroburgo, Samara, Saransk, Soči e Volgograd, le quali, tranne Ekaterinburg, si trovano nella Russia europea.
La decisione finale sulle città ospitanti fu annunciata il 29 settembre 2012. Il numero di città fu ridotto a undici e il numero di stadi a dodici.
La finale del torneo si tenne il 15 luglio 2018 allo Stadio Lužniki di Mosca, la capitale russa, come annunciato dalla stessa FIFA.
| Mosca                                               | Mosca | San Pietroburgo | Kaliningrad                                   |
| --------------------------------------------------- | --- | --- | --------------------------------------------- |
| Stadio Lužniki                                      | Otkrytie Arena | Zenit Arena | Arena Baltika                                 |
| Coordinate geografiche: 55°42′57″N 37°33′14″E       | Coordinate geografiche: 55°49′03″N 37°26′08″E                                                                      | Coordinate geografiche: 59°58′22.63″N 30°13′13.92″E                                                                | Coordinate geografiche: 54°43′00″N 20°30′00″E |
| Capienza: 78 011                                    | Capienza: 44 190                                                                                                   | Capienza: 64 468                                                                                                   | Capienza: 33 973                              |
|                                                     | | |                                               |
| Kazan'                                              | Mosca San Pietroburgo Kaliningrad Nižnij Novgorod Kazan' Samara Volgograd Saransk Soči Rostov sul Don Ekaterinburg | Mosca San Pietroburgo Kaliningrad Nižnij Novgorod Kazan' Samara Volgograd Saransk Soči Rostov sul Don Ekaterinburg | Nižnij Novgorod                               |
| Kazan Arena                                         | Mosca San Pietroburgo Kaliningrad Nižnij Novgorod Kazan' Samara Volgograd Saransk Soči Rostov sul Don Ekaterinburg | Mosca San Pietroburgo Kaliningrad Nižnij Novgorod Kazan' Samara Volgograd Saransk Soči Rostov sul Don Ekaterinburg | Stadio Nižnij Novgorod                        |
| Coordinate geografiche: 55°49′07.81″N 49°09′30.59″E | Mosca San Pietroburgo Kaliningrad Nižnij Novgorod Kazan' Samara Volgograd Saransk Soči Rostov sul Don Ekaterinburg | Mosca San Pietroburgo Kaliningrad Nižnij Novgorod Kazan' Samara Volgograd Saransk Soči Rostov sul Don Ekaterinburg | Coordinate geografiche: 56°19′18″N 44°04′29″E |
| Capienza: 42 873                                    | Mosca San Pietroburgo Kaliningrad Nižnij Novgorod Kazan' Samara Volgograd Saransk Soči Rostov sul Don Ekaterinburg | Mosca San Pietroburgo Kaliningrad Nižnij Novgorod Kazan' Samara Volgograd Saransk Soči Rostov sul Don Ekaterinburg | Capienza: 43 319                              |
|                                                     | Mosca San Pietroburgo Kaliningrad Nižnij Novgorod Kazan' Samara Volgograd Saransk Soči Rostov sul Don Ekaterinburg | Mosca San Pietroburgo Kaliningrad Nižnij Novgorod Kazan' Samara Volgograd Saransk Soči Rostov sul Don Ekaterinburg |                                               |
| Samara                                              | Mosca San Pietroburgo Kaliningrad Nižnij Novgorod Kazan' Samara Volgograd Saransk Soči Rostov sul Don Ekaterinburg | Mosca San Pietroburgo Kaliningrad Nižnij Novgorod Kazan' Samara Volgograd Saransk Soči Rostov sul Don Ekaterinburg | Volgograd                                     |
| Futbol'nyj stadion v Samare                         | Mosca San Pietroburgo Kaliningrad Nižnij Novgorod Kazan' Samara Volgograd Saransk Soči Rostov sul Don Ekaterinburg | Mosca San Pietroburgo Kaliningrad Nižnij Novgorod Kazan' Samara Volgograd Saransk Soči Rostov sul Don Ekaterinburg | Volgograd Arena                               |
| Coordinate geografiche: 53°11′00″N 50°07′00″E       | Mosca San Pietroburgo Kaliningrad Nižnij Novgorod Kazan' Samara Volgograd Saransk Soči Rostov sul Don Ekaterinburg | Mosca San Pietroburgo Kaliningrad Nižnij Novgorod Kazan' Samara Volgograd Saransk Soči Rostov sul Don Ekaterinburg | Coordinate geografiche: 48°44′04″N 44°32′54″E |
| Capienza: 41 970                                    | Mosca San Pietroburgo Kaliningrad Nižnij Novgorod Kazan' Samara Volgograd Saransk Soči Rostov sul Don Ekaterinburg | Mosca San Pietroburgo Kaliningrad Nižnij Novgorod Kazan' Samara Volgograd Saransk Soči Rostov sul Don Ekaterinburg | Capienza: 43 713                              |
|                                                     | Mosca San Pietroburgo Kaliningrad Nižnij Novgorod Kazan' Samara Volgograd Saransk Soči Rostov sul Don Ekaterinburg | Mosca San Pietroburgo Kaliningrad Nižnij Novgorod Kazan' Samara Volgograd Saransk Soči Rostov sul Don Ekaterinburg |                                               |
| Saransk                                             | Rostov sul Don | Soči | Ekaterinburg                                  |
| Mordovija Arena                                     | Rostov Arena | Stadio Olimpico Fišt                                                                                               | Stadio Centrale                               |
| Coordinate geografiche: 54°10′58″N 45°12′05″E       | Coordinate geografiche: 47°12′30″N 39°44′30″E                                                                      | Coordinate geografiche: 43°24′08.16″N 39°57′22″E                                                                   | Coordinate geografiche: 56°49′57″N 60°34′25″E |
| Capienza: 41 685                                    | Capienza: 43 472                                                                                                   | Capienza: 44 287                                                                                                   | Capienza: 33 061                              |
|                                                     | | |                                               |

## Squadre partecipanti
| Pr. | Squadra        | Data di qualificazione certa | Confederazione | Partecipante in quanto                                               | Partecipazioni precedenti al torneo                                                                                         |
| --- | -------------- | ---------------------------- | -------------- | -------------------------------------------------------------------- | --- |
| 1   | Russia         | 2 dicembre 2010              | UEFA           | Rappresentativa della nazione organizzatrice della fase finale       | 10 (1958, 1962, 1966, 1970, 1982, 1986, 1990, 1994, 2002, 2014)                                                             |
| 2   | Brasile        | 28 marzo 2017                | CONMEBOL       | 1ª classificata nel gruppo unico di qualificazione                   | 20 (1930, 1934, 1938, 1950, 1954, 1958, 1962, 1966, 1970, 1974, 1978, 1982, 1986, 1990, 1994, 1998, 2002, 2006, 2010, 2014) |
| 3   | Iran           | 12 giugno 2017               | AFC            | 1ª classificata nel gruppo A della fase finale di qualificazione     | 4 (1978, 1998, 2006, 2014)                                                                                                  |
| 4   | Giappone       | 31 agosto 2017               | AFC            | 1ª classificata nel gruppo B della fase finale di qualificazione     | 5 (1998, 2002, 2006, 2010, 2014)                                                                                            |
| 5   | Messico        | 1º settembre 2017            | CONCACAF       | 1ª classificata nel gruppo unico della fase finale di qualificazione | 15 (1930, 1950, 1954, 1958, 1962, 1966, 1970, 1978, 1986, 1994, 1998, 2002, 2006, 2010, 2014)                               |
| 6   | Belgio         | 3 settembre 2017             | UEFA           | 1ª classificata nel gruppo H della fase finale di qualificazione     | 12 (1930, 1934, 1938, 1954, 1970, 1982, 1986, 1990, 1994, 1998, 2002, 2014)                                                 |
| 7   | Corea del Sud  | 5 settembre 2017             | AFC            | 2ª classificata nel gruppo A della fase finale di qualificazione     | 9 (1954, 1986, 1990, 1994, 1998, 2002, 2006, 2010, 2014)                                                                    |
| 8   | Arabia Saudita | 5 settembre 2017             | AFC            | 2ª classificata nel gruppo B della fase finale di qualificazione     | 4 (1994, 1998, 2002, 2006)                                                                                                  |
| 9   | Germania       | 5 ottobre 2017               | UEFA           | 1ª classificata nel gruppo C della fase finale di qualificazione     | 18 (1934, 1938, 1954, 1958, 1962, 1966, 1970, 1974, 1978, 1982, 1986, 1990, 1994, 1998, 2002, 2006, 2010, 2014)             |
| 10  | Inghilterra    | 5 ottobre 2017               | UEFA           | 1ª classificata nel gruppo F della fase finale di qualificazione     | 14 (1950, 1954, 1958, 1962, 1966, 1970, 1982, 1986, 1990, 1998, 2002, 2006, 2010, 2014)                                     |
| 11  | Spagna         | 6 ottobre 2017               | UEFA           | 1ª classificata nel gruppo G della fase finale di qualificazione     | 14 (1934, 1950, 1962, 1966, 1978, 1982, 1986, 1990, 1994, 1998, 2002, 2006, 2010, 2014)                                     |
| 12  | Nigeria        | 7 ottobre 2017               | CAF            | 1ª classificata nel gruppo B della fase finale di qualificazione     | 5 (1994, 1998, 2002, 2010, 2014)                                                                                            |
| 13  | Costa Rica     | 7 ottobre 2017               | CONCACAF       | 2ª classificata nel gruppo unico della fase finale di qualificazione | 4 (1990, 2002, 2006, 2014)                                                                                                  |
| 14  | Polonia        | 8 ottobre 2017               | UEFA           | 1ª classificata nel gruppo E della fase finale di qualificazione     | 7 (1938, 1974, 1978, 1982, 1986, 2002, 2006)                                                                                |
| 15  | Egitto         | 8 ottobre 2017               | CAF            | 1ª classificata nel gruppo E della fase finale di qualificazione     | 2 (1934, 1990) |
| 16  | Serbia         | 9 ottobre 2017               | UEFA           | 1ª classificata nel gruppo D della fase finale di qualificazione     | 3 (1998, 2006, 2010) |
| 17  | Islanda        | 9 ottobre 2017               | UEFA           | 1ª classificata nel gruppo I della fase finale di qualificazione     | − |
| 18  | Francia        | 10 ottobre 2017              | UEFA           | 1ª classificata nel gruppo A della fase finale di qualificazione     | 14 (1930, 1934, 1938, 1954, 1958, 1966, 1978, 1982, 1986, 1998, 2002, 2006, 2010, 2014)                                     |
| 19  | Portogallo     | 10 ottobre 2017              | UEFA           | 1ª classificata nel gruppo B della fase finale di qualificazione     | 6 (1966, 1986, 2002, 2006, 2010, 2014)                                                                                      |
| 20  | Uruguay        | 11 ottobre 2017              | CONMEBOL       | 2ª classificata nel gruppo unico di qualificazione                   | 12 (1930, 1950, 1954, 1962, 1966, 1970, 1974, 1986, 1990, 2002, 2010, 2014)                                                 |
| 21  | Argentina      | 11 ottobre 2017              | CONMEBOL       | 3ª classificata nel gruppo unico di qualificazione                   | 16 (1930, 1934, 1958, 1962, 1966, 1974, 1978, 1982, 1986, 1990, 1994, 1998, 2002, 2006, 2010, 2014)                         |
| 22  | Colombia       | 11 ottobre 2017              | CONMEBOL       | 4ª classificata nel gruppo unico di qualificazione                   | 5 (1962, 1990, 1994, 1998, 2014)                                                                                            |
| 23  | Panama         | 11 ottobre 2017              | CONCACAF       | 3ª classificata nel gruppo unico della fase finale di qualificazione | − |
| 24  | Senegal        | 10 novembre 2017             | CAF            | 1ª classificata nel Gruppo D della fase finale di qualificazione     | 1 (2002) |
| 25  | Marocco        | 11 novembre 2017             | CAF            | 1ª classificata nel Gruppo C della fase finale di qualificazione     | 4 (1970, 1986, 1994, 1998)                                                                                                  |
| 26  | Tunisia        | 11 novembre 2017             | CAF            | 1ª classificata nel Gruppo A della fase finale di qualificazione     | 4 (1978, 1998, 2002, 2006)                                                                                                  |
| 27  | Svizzera       | 12 novembre 2017             | UEFA           | Vincitrice dello spareggio UEFA                                      | 10 (1934, 1938, 1950, 1954, 1962, 1966, 1994, 2006, 2010, 2014)                                                             |
| 28  | Croazia        | 12 novembre 2017             | UEFA           | Vincitrice dello spareggio UEFA                                      | 4 (1998, 2002, 2006, 2014)                                                                                                  |
| 29  | Svezia         | 13 novembre 2017             | UEFA           | Vincitrice dello spareggio UEFA                                      | 11 (1934, 1938, 1950, 1958, 1970, 1974, 1978, 1990, 1994, 2002, 2006)                                                       |
| 30  | Danimarca      | 14 novembre 2017             | UEFA           | Vincitrice dello spareggio UEFA                                      | 4 (1986, 1998, 2002, 2010)                                                                                                  |
| 31  | Australia      | 15 novembre 2017             | AFC            | Vincitrice dello spareggio CONCACAF-AFC                              | 4 (1974, 2006, 2010, 2014)                                                                                                  |
| 32  | Perù           | 15 novembre 2017             | CONMEBOL       | Vincitrice dello spareggio CONMEBOL-OFC                              | 4 (1930, 1970, 1978, 1982)                                                                                                  |

Nota bene: nella sezione "partecipazioni precedenti al torneo", le date in grassetto indicano che la nazione ha vinto quella edizione del torneo, mentre le date in corsivo indicano la nazione ospitante.

### Qualificazioni

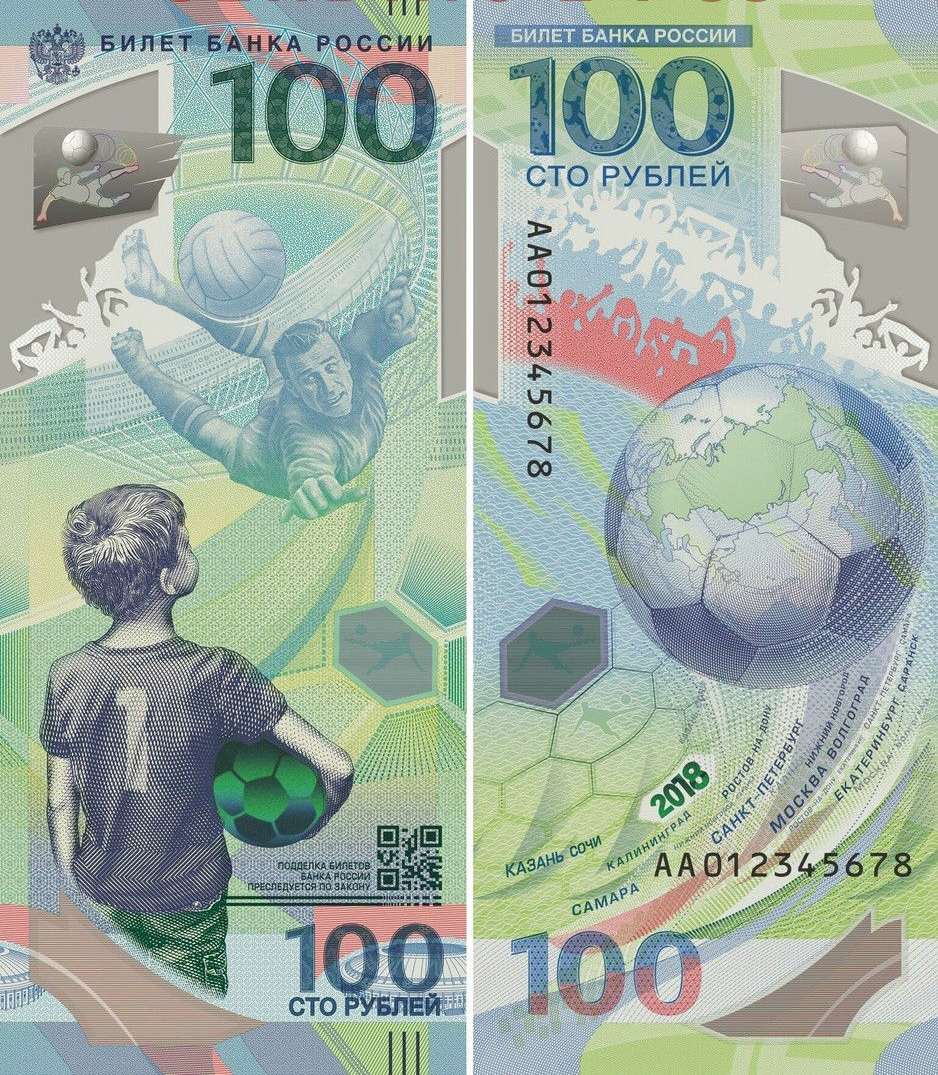
Banconota da 100 Rubli emessa nel 2018 dalla Banca di Russia per commemorare la Coppa del Mondo

Il torneo metteva a disposizione 32 posti per altrettante compagini nazionali, compresa quella del Paese organizzatore, qualificato di diritto. Le altre 31 squadre che avrebbero avuto accesso alla fase finale del torneo sarebbero state selezionate tramite eliminatorie su base confederale e con due spareggi intercontinentali.
Degne di nota furono le partecipazioni di entrambe le esordienti della competizione, ossia l'Islanda (che conferma l'ottimo momento che viveva il calcio nordico dopo la prima storica qualificazione al campionato d'Europa 2016) e il Panama,, e i ritorni di Senegal (assente da Corea del Sud-Giappone 2002), Marocco (mancante da Francia 1998), Egitto (assente da Italia 1990) e Perù (assente da Spagna 1982).
Vi furono anche alcune grandi nazionali escluse, giacché diverse selezioni blasonate fallirono la qualificazione al Mondiale: mancarono infatti Italia (campione nel 1934, 1938, 1982 e 2006), Paesi Bassi (finalista nel 1974, 1978 e 2010), Cile (detentore della Copa América), Camerun (detentore della Coppa d'Africa), Stati Uniti (detentori della Gold Cup) e Nuova Zelanda (detentrice della Coppa d'Oceania). Dal punto di vista statistico, va segnalato che 20 delle 32 partecipanti erano presenti al Mondiale precedente, giocato nel 2014 in Brasile.

## Ufficiali di gara
Al termine di un lungo processo di preselezione iniziato poco dopo la fine dell'edizione precedente di Brasile 2014, il 29 marzo 2018, a pochi mesi dal mondiale stesso, la FIFA ha reso nota la lista definitiva di arbitri selezionati. Essa è composta da 36 arbitri e 63 assistenti, ma differentemente dalle precedenti edizioni, non è stato specificato quali arbitri fungeranno da titolari e quali invece da riserve, così come non sono stati resi noti gli abbinamenti tra arbitro ed assistenti in una stessa terna, i quali dunque potrebbero anche variare a seconda delle esigenze. In aggiunta, la competizione prevede l'utilizzo della tecnologia VAR, per la prima volta nella fase finale di un campionato del mondo. La lista aggiuntiva di ufficiali di gara, con mansioni esclusivamente VAR, è stata resa nota alla fine di aprile 2018, al termine di un seminario in Italia a Coverciano che ha funto da selezione finale per i candidati a questo ruolo.
Tra gli arbitri dell'AFC era stato scelto anche il saudita Fahad Al-Mirdasi, ma l'arbitro è stato escluso dalla lista ed in seguito radiato dalla FIFA, per uno scandalo di corruzione in cui è stato coinvolto in prima persona in occasione della finale della Coppa del Re saudita. Pochi giorni prima dell'inizio della manifestazione, viene escluso anche un altro ufficiale di gara precedentemente selezionato, e cioè l'assistente keniota Aden Marwa Range, a seguito di uno scandalo che lo coinvolgeva in prima persona, avendo ricevuto del denaro prima di una partita.
| Confederazione | Arbitri                 | Nazione             | Assistenti | Arbitri VAR |
| -------------- | ----------------------- | ------------------- | --- | --- |
| AFC            | Ravshan Irmatov         | Uzbekistan          | Abduxamidullo Rasulov / Jakhongir Saidov | Abdulrahman Al-Jassim Qatar |
| AFC            | Alireza Faghani         | Iran                | Mohammadreza Mansouri / Reza Sokhandan | Abdulrahman Al-Jassim Qatar |
| AFC            | Mohammed Abdulla Hassan | Emirati Arabi Uniti | Taleb Al Marri Qatar Yaser Khalil Abdulla Tulefat Bahrein Mohamed Alhammadi / Hasan Almahri Emirati Arabi Uniti Toru Sagara / Hiroshi Yamauchi Giappone                                   | Abdulrahman Al-Jassim Qatar |
| AFC            | Ryuji Sato              | Giappone            | Taleb Al Marri Qatar Yaser Khalil Abdulla Tulefat Bahrein Mohamed Alhammadi / Hasan Almahri Emirati Arabi Uniti Toru Sagara / Hiroshi Yamauchi Giappone                                   | Abdulrahman Al-Jassim Qatar |
| AFC            | Nawaf Shukralla         | Bahrein             | Taleb Al Marri Qatar Yaser Khalil Abdulla Tulefat Bahrein Mohamed Alhammadi / Hasan Almahri Emirati Arabi Uniti Toru Sagara / Hiroshi Yamauchi Giappone                                   | Abdulrahman Al-Jassim Qatar |
| CAF            | Malang Diedhiou         | Senegal             | Djibril Camara / El Hadji Malick Samba | Nessuno |
| CAF            | Mehdi Abid Charef       | Algeria             | Redouane Achik Marocco Waleed Ahmed Sudan Jean Claude Birumushahu Burundi Jerson Emiliano Dos Santos Angola Abdelhak Etchiali Algeria Anouar Hmila Tunisia Zakhele Thusi Siwela Sudafrica | Nessuno |
| CAF            | Bakary Gassama          | Gambia              | Redouane Achik Marocco Waleed Ahmed Sudan Jean Claude Birumushahu Burundi Jerson Emiliano Dos Santos Angola Abdelhak Etchiali Algeria Anouar Hmila Tunisia Zakhele Thusi Siwela Sudafrica | Nessuno |
| CAF            | Gehad Grisha            | Egitto              | Redouane Achik Marocco Waleed Ahmed Sudan Jean Claude Birumushahu Burundi Jerson Emiliano Dos Santos Angola Abdelhak Etchiali Algeria Anouar Hmila Tunisia Zakhele Thusi Siwela Sudafrica | Nessuno |
| CAF            | Janny Sikazwe           | Zambia              | Redouane Achik Marocco Waleed Ahmed Sudan Jean Claude Birumushahu Burundi Jerson Emiliano Dos Santos Angola Abdelhak Etchiali Algeria Anouar Hmila Tunisia Zakhele Thusi Siwela Sudafrica | Nessuno |
| CAF            | Bamlak Tessema Weyesa   | Etiopia             | Redouane Achik Marocco Waleed Ahmed Sudan Jean Claude Birumushahu Burundi Jerson Emiliano Dos Santos Angola Abdelhak Etchiali Algeria Anouar Hmila Tunisia Zakhele Thusi Siwela Sudafrica | Nessuno |
| CONCACAF       | Mark Geiger             | Stati Uniti         | Frank Anderson / Corey Rockwell | Nessuno |
| CONCACAF       | Jair Marrufo            | Stati Uniti         | Frank Anderson / Corey Rockwell | Nessuno |
| CONCACAF       | César Ramos Palazuelos  | Messico             | Miguel Angel Hernandez Paredes / Marvin Torrentera | Nessuno |
| CONCACAF       | John Pitti              | Panama              | Gabriel Victoria Panama Juan Zumba El Salvador Juan Carlos Mora Araya Costa Rica Joe Fletcher Canada                                                                                      | Nessuno |
| CONCACAF       | Joel Aguilar            | El Salvador         | Gabriel Victoria Panama Juan Zumba El Salvador Juan Carlos Mora Araya Costa Rica Joe Fletcher Canada                                                                                      | Nessuno |
| CONCACAF       | Ricardo Montero         | Costa Rica          | Gabriel Victoria Panama Juan Zumba El Salvador Juan Carlos Mora Araya Costa Rica Joe Fletcher Canada                                                                                      | Nessuno |
| CONMEBOL       | Julio Bascuñán          | Cile                | Carlos Astroza / Christian Schiemann | Wilton Sampaio Brasile Gery Vargas Bolivia Mauro Vigliano Argentina |
| CONMEBOL       | Enrique Cáceres         | Paraguay            | Eduardo Cardozo / Juan Zorilla | Wilton Sampaio Brasile Gery Vargas Bolivia Mauro Vigliano Argentina |
| CONMEBOL       | Andrés Cunha            | Uruguay             | Mauricio Espinosa / Nicolas Taran | Wilton Sampaio Brasile Gery Vargas Bolivia Mauro Vigliano Argentina |
| CONMEBOL       | Néstor Pitana           | Argentina           | Juan Pablo Belatti / Hernan Maidana | Wilton Sampaio Brasile Gery Vargas Bolivia Mauro Vigliano Argentina |
| CONMEBOL       | Sandro Ricci            | Brasile             | Marcelo Van Gasse / Emerson De Carvalho | Wilton Sampaio Brasile Gery Vargas Bolivia Mauro Vigliano Argentina |
| CONMEBOL       | Wilmar Roldán           | Colombia            | Alexander Guzman / Cristian De La Cruz | Wilton Sampaio Brasile Gery Vargas Bolivia Mauro Vigliano Argentina |
| OFC            | Matthew Conger          | Nuova Zelanda       | Bertrand Brial Nuova Caledonia Simon Lount Nuova Zelanda Tevita Makasini Tonga | Nessuno |
| OFC            | Norbert Hauata          | Polinesia francese  | Bertrand Brial Nuova Caledonia Simon Lount Nuova Zelanda Tevita Makasini Tonga | Nessuno |
| UEFA           | Felix Brych             | Germania            | Mark Borsch / Stefan Lupp | Daniele Orsato / Paolo Valeri / Massimiliano Irrati Italia Bastian Dankert / Felix Zwayer Germania Artur Soares Dias / Tiago Martins Portogallo Paweł Gil Polonia Danny Makkelie Paesi Bassi |
| UEFA           | Cuneyt Cakir            | Turchia             | Bahattin Duran / Tarik Ongun | Daniele Orsato / Paolo Valeri / Massimiliano Irrati Italia Bastian Dankert / Felix Zwayer Germania Artur Soares Dias / Tiago Martins Portogallo Paweł Gil Polonia Danny Makkelie Paesi Bassi |
| UEFA           | Sergej Karasëv          | Russia              | Anton Averjanov / Tichon Kalugin | Daniele Orsato / Paolo Valeri / Massimiliano Irrati Italia Bastian Dankert / Felix Zwayer Germania Artur Soares Dias / Tiago Martins Portogallo Paweł Gil Polonia Danny Makkelie Paesi Bassi |
| UEFA           | Björn Kuipers           | Paesi Bassi         | Sander van Roekel / Erwin Zeinstra | Daniele Orsato / Paolo Valeri / Massimiliano Irrati Italia Bastian Dankert / Felix Zwayer Germania Artur Soares Dias / Tiago Martins Portogallo Paweł Gil Polonia Danny Makkelie Paesi Bassi |
| UEFA           | Szymon Marciniak        | Polonia             | Tomasz Listkiewicz / Pawel Sokolnicki | Daniele Orsato / Paolo Valeri / Massimiliano Irrati Italia Bastian Dankert / Felix Zwayer Germania Artur Soares Dias / Tiago Martins Portogallo Paweł Gil Polonia Danny Makkelie Paesi Bassi |
| UEFA           | Antonio Mateu Lahoz     | Spagna              | Pau Cebrian Devis / Roberto Diaz Perez | Daniele Orsato / Paolo Valeri / Massimiliano Irrati Italia Bastian Dankert / Felix Zwayer Germania Artur Soares Dias / Tiago Martins Portogallo Paweł Gil Polonia Danny Makkelie Paesi Bassi |
| UEFA           | Milorad Mažić           | Serbia              | Dalibor Djurdjevic / Milovan Ristic | Daniele Orsato / Paolo Valeri / Massimiliano Irrati Italia Bastian Dankert / Felix Zwayer Germania Artur Soares Dias / Tiago Martins Portogallo Paweł Gil Polonia Danny Makkelie Paesi Bassi |
| UEFA           | Gianluca Rocchi         | Italia              | Mauro Tonolini / Elenito Di Liberatore | Daniele Orsato / Paolo Valeri / Massimiliano Irrati Italia Bastian Dankert / Felix Zwayer Germania Artur Soares Dias / Tiago Martins Portogallo Paweł Gil Polonia Danny Makkelie Paesi Bassi |
| UEFA           | Damir Skomina           | Slovenia            | Robert Vukan / Jure Praprotnik | Daniele Orsato / Paolo Valeri / Massimiliano Irrati Italia Bastian Dankert / Felix Zwayer Germania Artur Soares Dias / Tiago Martins Portogallo Paweł Gil Polonia Danny Makkelie Paesi Bassi |
| UEFA           | Clément Turpin          | Francia             | Nicolas Danos / Cyril Gringore | Daniele Orsato / Paolo Valeri / Massimiliano Irrati Italia Bastian Dankert / Felix Zwayer Germania Artur Soares Dias / Tiago Martins Portogallo Paweł Gil Polonia Danny Makkelie Paesi Bassi |

## Riassunto del torneo

### Fase a gironi

#### Gruppo A

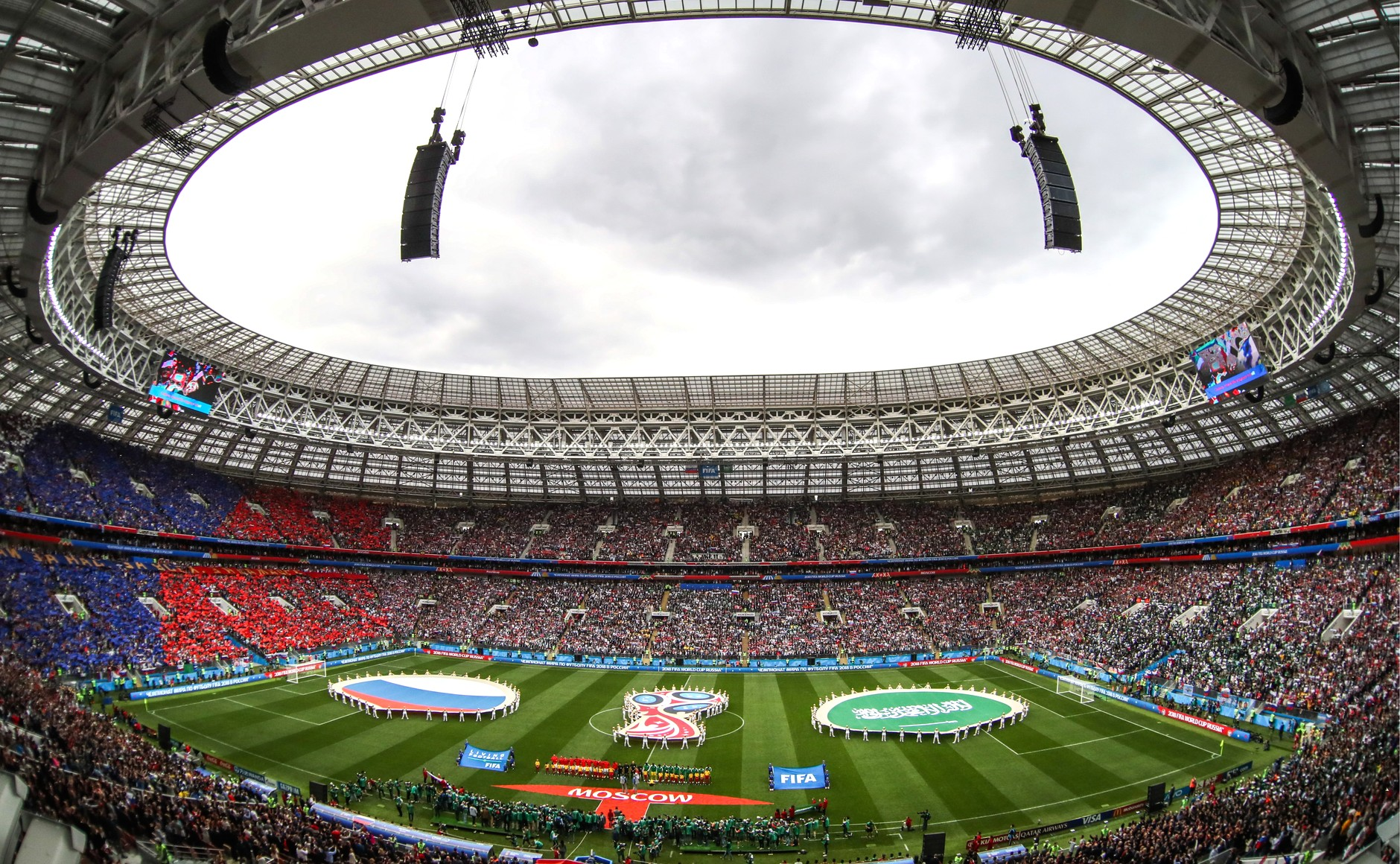
La cerimonia d'apertura allo Stadio Lužniki di Mosca il 14 giugno 2018.

La Russia debutta al Mondiale di casa vincendo con ampio margine sull'Arabia Saudita (5-0), poi supera nettamente l'Egitto (3-1) e cede in inferiorità numerica (3-0) all'Uruguay, vincitore di tutte le partite del girone. L'Arabia Saudita esce dalla manifestazione superando in rimonta l'Egitto di Salah col punteggio di 2-1: nel corso del match, il portiere quarantacinquenne El-Hadary para il rigore del possibile pareggio, neutralizzando il tiro di Al-Muwallad sul finire del primo tempo. El-Hadary, giocando da titolare nella terza sfida della fase a gironi, diviene il giocatore più anziano ad aver partecipato a un Mondiale.

#### Gruppo B

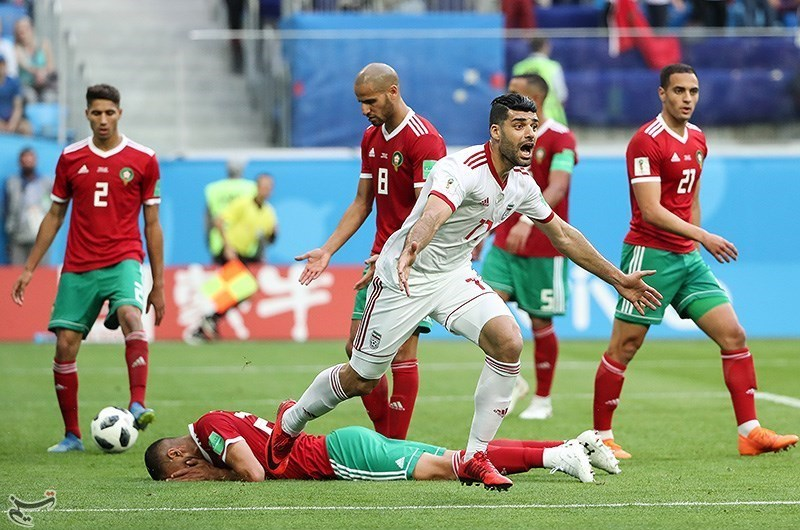
Mehdi Taremi esulta dopo l'autogol del marocchino Aziz Bouhaddouz (steso a terra con le mani al volto) che consegna la vittoria all'Iran al 90' nella partita d'esordio del Gruppo B.

Nella partita inaugurale del Gruppo B, l'Iran sconfigge il Marocco al 95' grazie a un'autorete di testa del centravanti Aziz Bouhaddouz, mentre l'incontro fra la Spagna e il Portogallo campione d'Europa in carica si conclude sul punteggio di 3-3, con il lusitano Cristiano Ronaldo che realizza tre reti e lo spagnolo Diego Costa due. Nella seconda giornata del girone, Portogallo e Spagna vincono di misura rispettivamente contro Marocco e Iran, con le reti di Cristiano Ronaldo e Diego Costa: in particolare, la quarta rete del portoghese elimina la nazionale nordafricana dal torneo. All'ultima giornata, tre nazionali si contendono i due posti che valgono il passaggio alla fase successiva. Da una parte, l'Iran raggiunge l'1-1 contro il Portogallo nei minuti di recupero del secondo tempo, su calcio di rigore con Ansarifard, dopo aver subito la rete di Quaresma, a segno con la sua tipica trivela, e dopo che, all'inizio del secondo tempo, Cristiano Ronaldo aveva fallito un calcio di rigore. Dall'altra parte, la Spagna va sorprendentemente in svantaggio, per due volte, contro il Marocco, e ottiene il primo posto nel girone solo grazie a un gol siglato al 91', di tacco, da Iago Aspas. Il Portogallo termina la fase a gironi al secondo posto, un punto sopra l'Iran.

#### Gruppo C
Nel terzo gruppo la Francia, reduce dalla finale al campionato d'Europa 2016, parte da favorita e rispetta i pronostici, vincendo di misura contro Australia (2-1) e Perù (1-0) e pareggiando a reti bianche con la Danimarca, in una sfida che consente a entrambe le nazionali europee di passare alla fase a eliminazione diretta. Tra i Bleus si fanno notare positivamente Antoine Griezmann, Kylian Mbappé e Paul Pogba. Gli scandinavi superano di misura il Perù e si fermano sul pari con l'Australia, tenuta in vita dalle reti dagli undici metri di Mile Jedinak. Il Perù, inserito in un girone piuttosto agevole, spreca un possibile vantaggio nel match iniziale con la Danimarca per opera di Cueva, che sbaglia un rigore sul punteggio di 0-0. L'Australia potrebbe coltivare qualche speranza di passare vincendo l'ultimo incontro proprio col Perù e sperando che la Danimarca perda con la capolista del gruppo, tuttavia i Socceroos cedono per due reti a zero contro la selezione sudamericana, finendo all'ultimo posto del raggruppamento.

#### Gruppo D

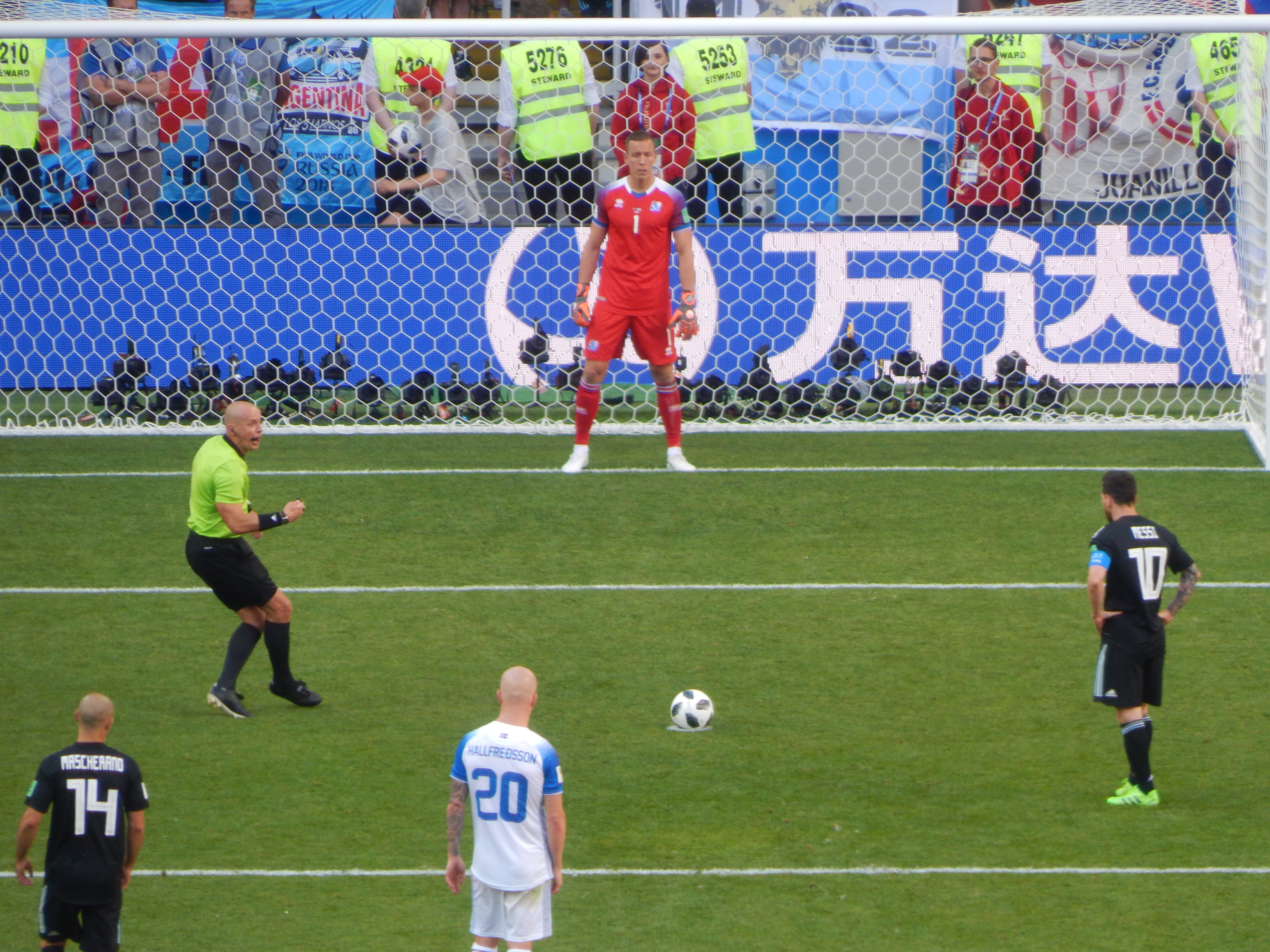
Il capitano dell'Argentina Lionel Messi si appresta a battere il rigore che gli sarà parato da Halldórsson, portiere dell'Islanda

L'Argentina, finalista uscente, parte da favorita in un girone comprendente anche Croazia, Nigeria e Islanda, tuttavia, nella partita inaugurale con la nazionale scandinava (esordiente a un campionato del mondo), la Selección stecca e porta a casa un solo punto (1-1). Nella ripresa, il portiere Halldórsson neutralizza il possibile rigore del 2-1 calciato da Lionel Messi: l'islandese, protagonista di diverse prodezze durante la partita, si guadagna il titolo di man of the match dalla FIFA, mentre il campione del Barcellona è fortemente criticato. La Croazia vince 2-0 contro la Nigeria nel segno di Mandžukić, che prima causa l'autorete dell'1-0 e poi si procura il calcio di rigore del raddoppio realizzato da Modrić. Nella seconda giornata, l'Argentina affronta la Croazia: dal confronto, la selezione europea esce nettamente vincitrice, imponendosi per 3-0 sugli avversari, nuovamente criticati dalla stampa; in particolare un errore del portiere argentino Caballero – che regala la rete dell'1-0 a Rebić – consente ai croati di passare inaspettatamente in vantaggio.
A Volgograd una doppietta di Musa consente alla Nigeria di battere l'Islanda (2-0), tenendo viva la qualificazione per l'Argentina. Potendosi permettere il turnover contro l'Islanda, la Croazia fa riposare i propri titolari, ma vince ugualmente per 2-1 grazie a un gol siglato negli ultimi minuti di gioco. L'Argentina fatica più del dovuto anche con la Nigeria: nonostante Messi sia riuscito a sbloccarsi andando in gol, al 51' Moses è l'artefice della nuova parità su rigore e i sudamericani restano fuori dal Mondiale fino a quattro minuti dal termine, quando Rojo anticipa il proprio marcatore e con un tiro al volo in area di rigore batte l'estremo difensore avversario. Il CT Sampaoli accede agli ottavi classificandosi come secondo e superando il turno con 4 punti.

#### Gruppo E
Nel quinto raggruppamento, la Serbia vince di misura contro la Costa Rica con il punteggio di 1-0 grazie a una rete del difensore Kolarov su calcio di punizione. Nel match successivo, la Svizzera ottiene un pareggio contro il Brasile di Neymar: Coutinho sblocca l'incontro al 20', Zuber riporta in equilibrio la sfida con un colpo di testa. Nella seconda sfida dei Verdeoro, la Costa Rica resiste per novanta minuti, poi cade sotto i colpi di Coutinho e di Neymar, che eliminano la nazionale dalla competizione. A Kaliningrad va in scena una partita sentita tra la Serbia e la Svizzera, quest'ultima selezione composta anche da giocatori di origine kosovara: nei primi minuti, la Serbia firma il vantaggio con un colpo di testa messo a segno da Mitrović, tuttavia gli svizzeri ribaltano il punteggio con il gol di Xhaka da fuori area e il contropiede finalizzato da Shaqiri al 90'. A causa dell'esultanza dei due marcatori, che fa riferimento all'aquila a due teste simbolo della Nazione albanese, la FIFA apre un procedimento contro di loro e in seguito multa entrambi. Nel terzo e ultimo turno del gruppo, la Svizzera approfitta del successo brasiliano sulla Serbia (0-2) e riesce ad accedere al turno successivo rimediando un 2-2 con la Costa Rica.

#### Gruppo F

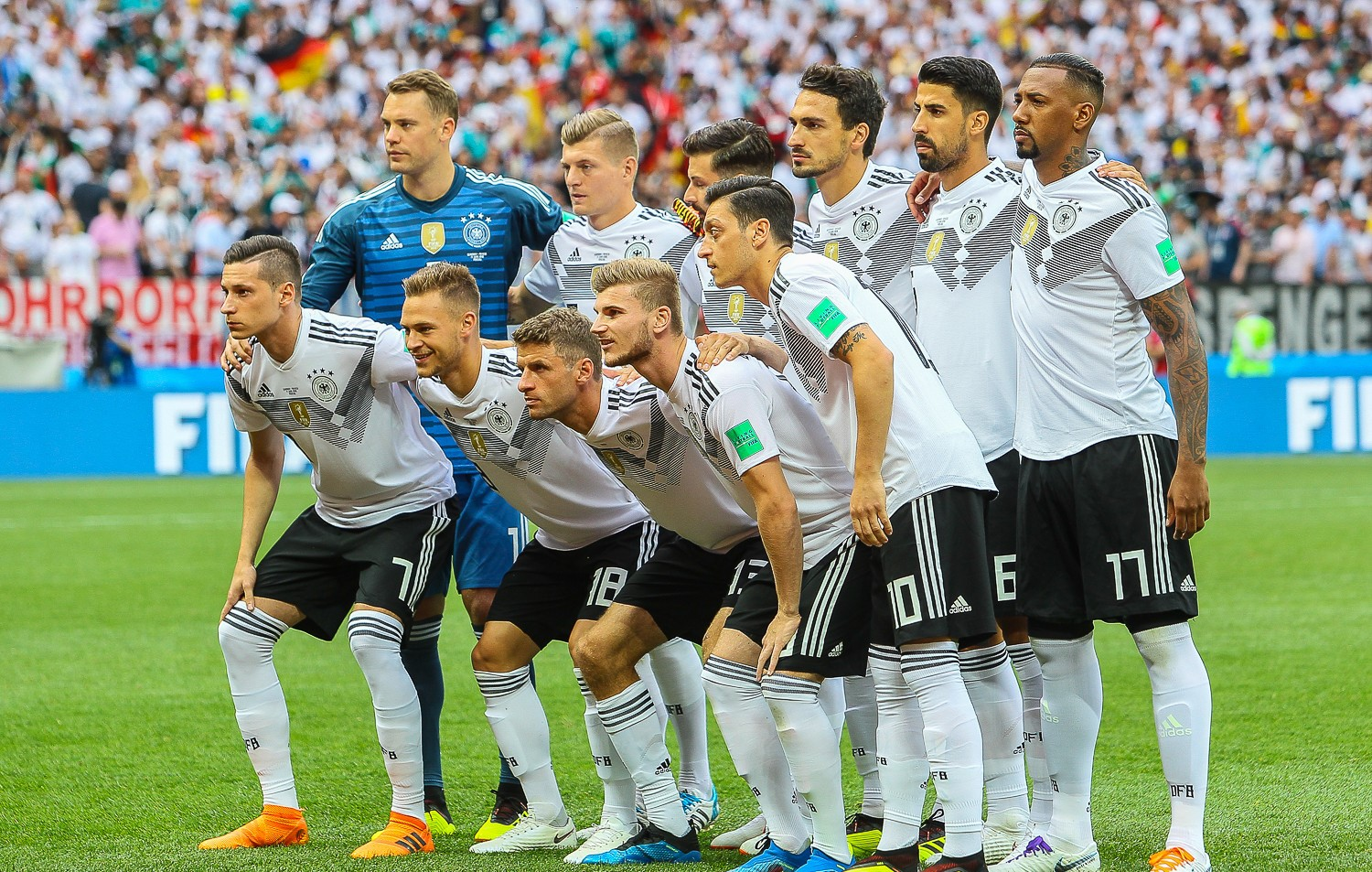
La Germania scesa in campo nella sconfitta per 0-1 contro il Messico il 17 giugno 2018. I tedeschi, campioni in carica, saranno eliminati ai gironi.

Le prime quattro partite del girone, vedono successi di misura: il Messico batte a sorpresa 1-0 la Germania campione del mondo in carica, la Svezia regola la Corea del Sud con lo stesso risultato, poi il Messico batte anche la Corea del Sud (2-1) e la Svezia cede 2-1 in rimonta contro i tedeschi, su calcio di punizione di Toni Kroos al minuto 95.
A Kazan' la Corea del Sud sconfigge i campioni del mondo in carica nei minuti di recupero: Kim risolve una mischia in area e batte Neuer da distanza ravvicinata, quindi al 96' lo stesso Neuer perde palla sulla trequarti avversaria e innesca il contropiede sudcoreano, Son s'invola da solo a porta vuota e deposita il 2-0 finale. Con questo punteggio, entrambe le nazionali escono dal Mondiale (prima volta assoluta per la Nationalmannschaft in una fase a gironi). A questo punto manca l'incontro tra la Svezia e il Messico, entrambe già qualificate, finito 3-0 a favore dei primi.

#### Gruppo G
Belgio e Inghilterra sono le selezioni di maggior livello nel girone G, comprendente anche Tunisia e Panama, altra esordiente a un Mondiale. Belgio e Inghilterra battono Tunisia e Panama spesso con risultati altisonanti e in questi turni si fanno notare per le proprie abilità realizzative gli attaccanti di maggior talento delle rispettive formazioni, da una parte Lukaku, dall'altra Kane. Inoltre, con due successi a testa, Inghilterra e Belgio si assicurano l'accesso agli ottavi di finale. Nell'ultimo turno, la Tunisia supera in rimonta Panama per 2-1; il match clou del raggruppamento tra le due maggiori formazioni è deciso da una rete di Adnan Januzaj.

#### Gruppo H
L'ultimo raggruppamento della fase a gironi si rivela uno dei più equilibrati. A contendersi i due posti per gli ottavi Colombia, Polonia, Giappone e Senegal. Dopo aver perso il primo match con il Giappone (1-2), la Colombia batte prima la Polonia (0-3) poi il Senegal (0-1) – in particolare si fanno notare il difensore centrale in forza al Barcellona Mina e il trequartista Quintero. Il Senegal vince 2-1 con la Polonia e pareggia col Giappone, dopo esser passato in vantaggio due volte, uscendo dal torneo assieme alla Polonia che vince solo al terzo tentativo, nella sfida col Giappone (decide Bednarek). Passano alla fase a eliminazione diretta la Colombia a quota 6 punti e il Giappone, che ha avuto ragione del Senegal in virtù dei punti fair play (l'aver preso meno cartellini).

### Fase a eliminazione diretta

#### Ottavi di finale
Gli ottavi abbinano Uruguay-Portogallo, Francia-Argentina, Brasile-Messico, Belgio-Giappone, Spagna-Russia, Croazia-Danimarca, Svezia-Svizzera, Colombia-Inghilterra.

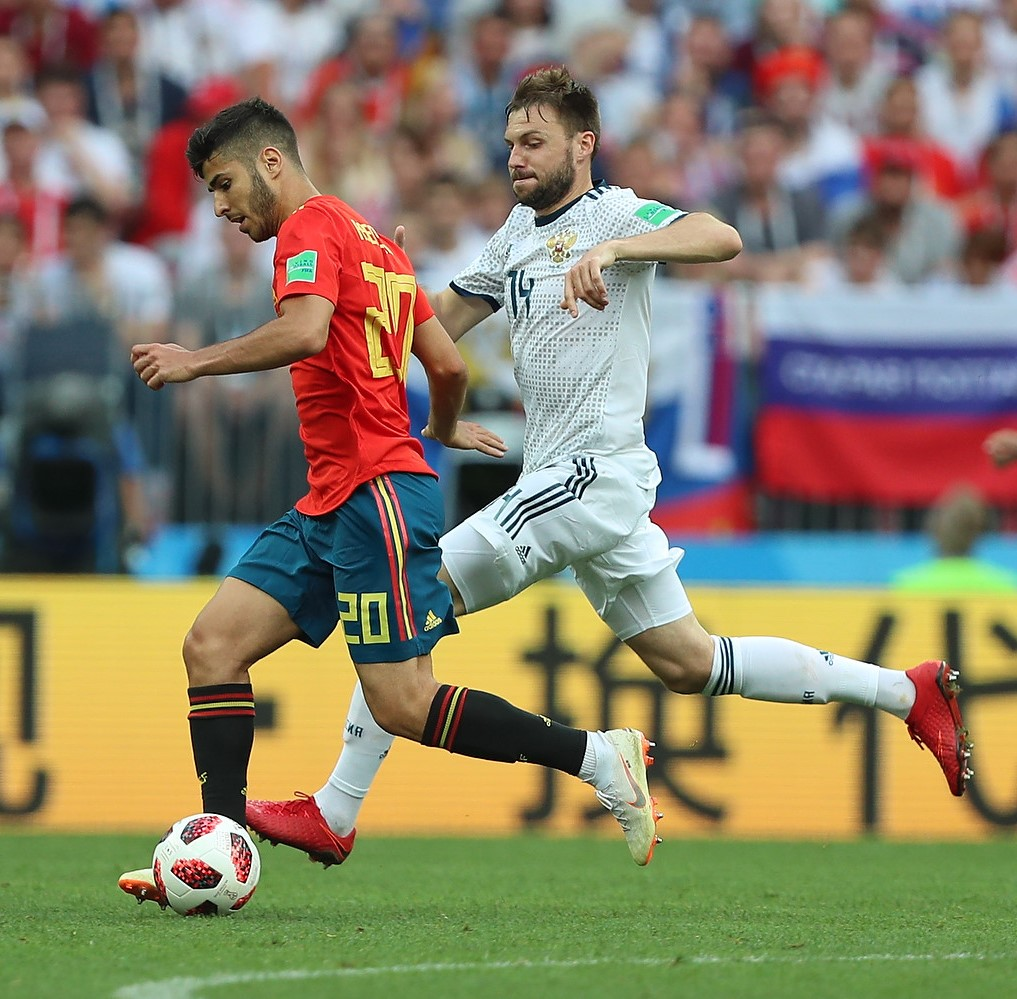
La Russia passa il turno ai calci di rigore, eliminando la Spagna

Le partite dei primi due ottavi vedono l'esclusione di Cristiano Ronaldo e Lionel Messi, vincitori degli ultimi 10 Palloni d'oro: una doppietta di Edinson Cavani (infortunato nel corso della partita) consente all'Uruguay di vincere la partita contro il Portogallo per 2-1, mentre l'Argentina cade sotto i colpi del francese Kylian Mbappé, dopo l'ennesima prestazione pigra del capitano argentino, che comunque ha realizzato 2 passaggi da goal durante la partita.
Il terzo e il quarto ottavo di finale finiscono ai calci di rigore. La Spagna domina la partita con i padroni di casa della Russia – a fine partita la FIFA certifica 1.031 passaggi riusciti – passa in vantaggio con l'autorete di Ignaševič ed è raggiunta nel primo tempo dal rigore di Dzjuba, tuttavia la sfida si protrae oltre i supplementari e dagli undici metri Akinfeev respinge le conclusioni degli spagnoli Koke e Aspas. Ai calci di rigore passa il turno la Russia.
La Danimarca passa subito avanti contro la Croazia grazie a Mathias Jørgensen che porta rocambolescamente in vantaggio i danesi; la reazione croata è immediata, Mandžukić mette a segno l'1-1 dopo aver sfruttato un rimpallo fortunoso in area di rigore. Il punteggio non cambia più, nonostante la Croazia abbia l'opportunità a 5 minuti al termine dei supplementari con un calcio di rigore, ma Modrić si fa respingere il tentativo dal portiere danese Schmeichel e la partita finisce ai calci di rigore, dove le qualità dei portieri sono esaltate: la spunta la Croazia, Rakitić firma il tiro dagli undici metri che porta la selezione balcanica ai quarti di finale.
Il Brasile supera il Messico per 2-0 con le reti di Neymar e di Roberto Firmino, dopo vari tentativi di andare a segno respinti dal numero uno avversario Ochoa. Nei primi minuti del secondo tempo del sesto ottavo di finale, il Belgio si ritrova sotto di due gol contro il Giappone, in una partita che ha sovvertito i pronostici iniziali. Il CT belga Martinez trova i cambi giusti (fuori Mertens e Carrasco, dentro Fellaini e Chadli) e la nazionale belga inizia la rimonta: Vertonghen sigla il 2-1 e Fellaini marca il 2-2 a un quarto d'ora dal termine. All'ultima azione della partita, su contropiede portato avanti da un De Bruyne, fino ad allora in sottotono, il centrocampista serve Meunier, che calcia in mezzo all'area di prima intenzione, trovando il velo di Lukaku e la prontezza di Chadli, che completa l'opera, marcando il gol del definitivo 3-2. La nazionale nipponica viene eliminata dal torneo con onore, essendosi per altro segnalata anche per fair play e civiltà e avendo guadagnato la stima e gli elogi delle istituzioni imperiali.
La Svezia regola di misura la Svizzera e si assicura i quarti di finale con una rete di Forsberg a metà ripresa. Nell'ultimo ottavo di finale, l'Inghilterra affronta la Colombia: Kane porta in vantaggio la selezione europea su calcio di rigore a mezz'ora dal termine e il match pare avviarsi alla naturale conclusione, ma Mina segna la rete dell'1-1 di testa e porta la sfida ai supplementari. La Colombia resiste fino ai tiri di rigore, dove sono fatali gli errori consecutivi di Uribe e Bacca.

#### Quarti di finale
I quarti abbinano Uruguay-Francia, Brasile-Belgio, Russia-Croazia, Svezia-Inghilterra.

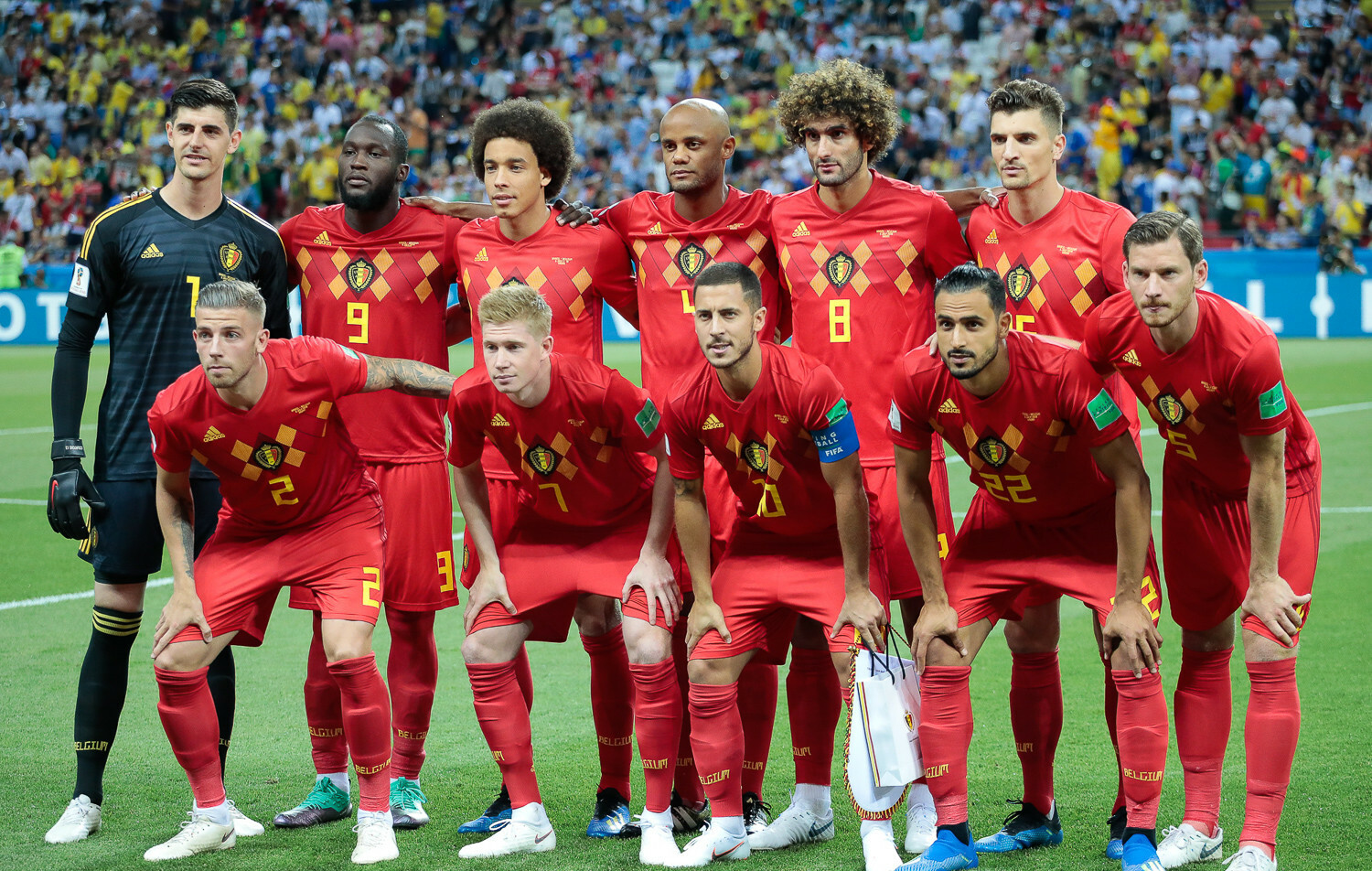
La formazione del Belgio, che vince a sorpresa contro il Brasile

Nel primo quarto di finale, l'Uruguay, privo dell'infortunato Edinson Cavani, perde per 2-0 contro la Francia, a segno con Varane e Griezmann: sulla seconda rete Bleus, è decisivo l'errore di Muslera, che apre ai francesi le porte della semifinale. Il Brasile cade (2-1) contro il Belgio: un'autorete di Fernandinho e un grande gol di De Bruyne spianano la strada ai belgi; è inutile il gol del 2-1 messo a segno di testa da Renato Augusto a quindici minuti dallo scadere. Nel terzo quarto di finale, l'Inghilterra vince agevolmente contro la Svezia (reti di Maguire e Alli), e torna in semifinale dopo 28 anni. L'ultimo quarto di finale vede opposte Russia e Croazia. I padroni di casa passano in vantaggio con un pregevole gol di Čeryšev alla mezz'ora, ma la Croazia replica immediatamente con la rete di Kramarić, che finalizza di testa un suggerimento di Mandžukić. Nei supplementari il difensore croato Vida sigla il gol del 2-1, ma al 115' il difensore russo Mario Fernandes ristabilisce la parità. La Croazia si ritrova nuovamente ai rigori e vince anche questa volta: Rakitić trasforma in gol il quinto tiro e porta i croati a una semifinale di un Mondiale dopo vent'anni di attesa.

#### Semifinali
Per la quinta volta nella storia del torneo, le semifinaliste sono solo nazionali europee: era già successo nel 1934, nel 1966, nel 1982 e nel 2006.
La prima semifinale, giocatasi a San Pietroburgo, vede affrontarsi Francia e Belgio; ai transalpini basta un gol di testa di Umtiti all'inizio del secondo tempo per tornare a giocare la finale del Mondiale, a distanza di dodici anni dall'ultima apparizione.
Il giorno seguente, a Mosca, si sfidano Inghilterra e Croazia; dopo cinque minuti di gioco, gli inglesi si portano in vantaggio con un calcio di punizione di Trippier, ma la rete croata siglata da Perišić nel secondo tempo porta l'incontro ai tempi supplementari, dove il gol realizzato da Mandžukić risulterà decisivo per la prima qualificazione dei balcanici ad una finale di un Mondiale.

#### Finale per il terzo posto
A San Pietroburgo, Belgio e Inghilterra si contendono la medaglia di bronzo in una riedizione della sfida del gruppo G; a prevalere sono ancora i belgi, che, grazie alle reti realizzate da Meunier e Hazard, si aggiudicano per la prima volta il terzo posto ad un Mondiale, migliorando così la quarta posizione ottenuta in Messico nel 1986.

#### Finale

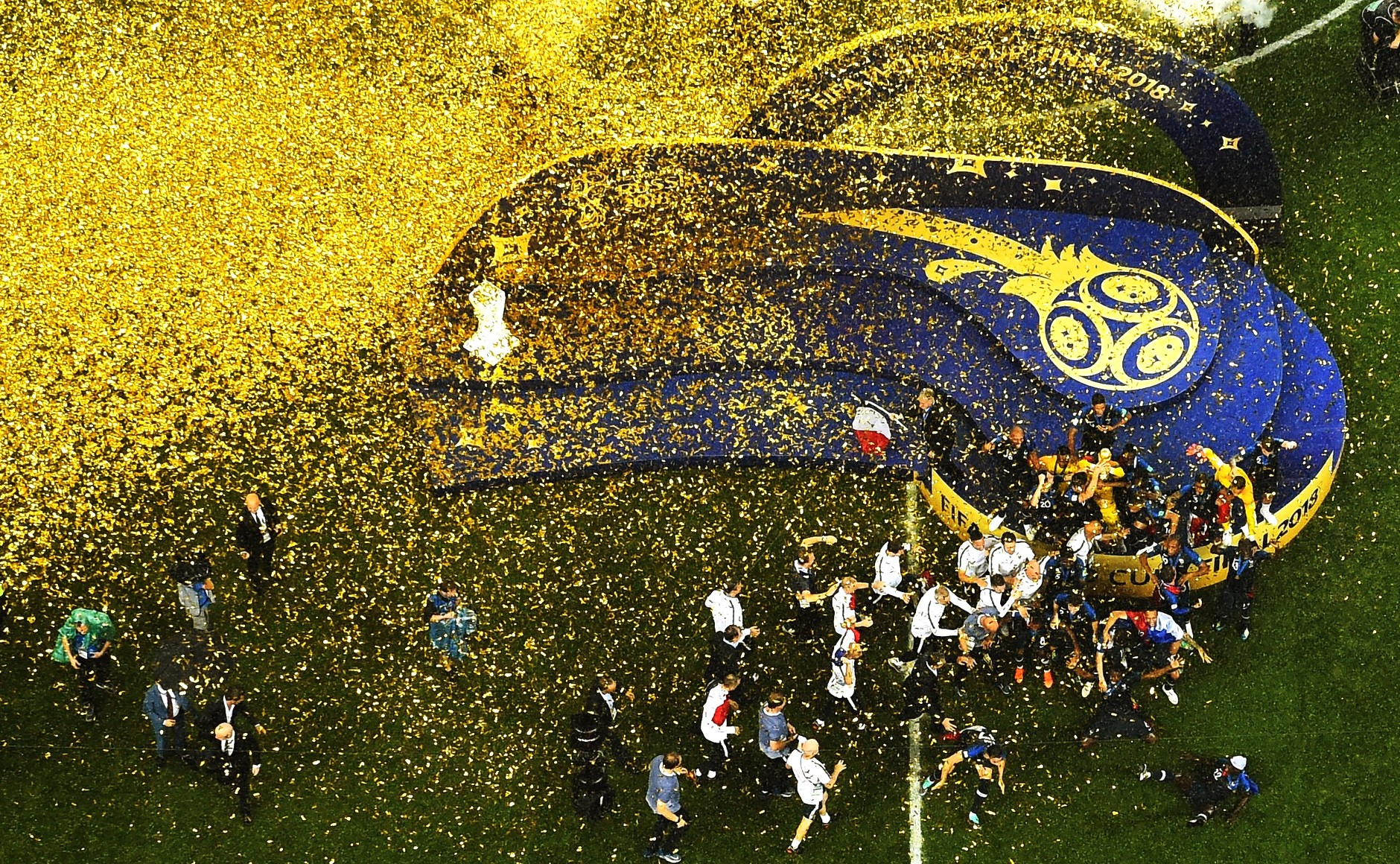
I festeggiamenti della Francia, vincitrice del suo secondo titolo mondiale

A Mosca Francia e Croazia si contendono il trofeo: ad inizio partita è la Croazia a dominare, ma, nonostante ciò, il punteggio si sblocca in favore della Francia con un autogol di Mandžukić al 18'. Dieci minuti dopo, Perišić trova il gol dell'1-1, ma al 38', grazie all'intervento del VAR, viene concesso un calcio di rigore per un tocco con la mano dello stesso autore del pareggio. Dal dischetto, Griezmann segna il suo quarto gol al Mondiale, riportando in vantaggio i Bleus. Nel secondo tempo la Francia, dopo un avvio in difficoltà, riesce a emergere grazie a due gol in pochi minuti di Pogba e Mbappé; infine, su un clamoroso errore del portiere francese Hugo Lloris, Mandžukić segna la rete del definitivo 4-2. Al fischio finale la Francia può festeggiare il suo secondo titolo mondiale, a vent'anni dal primo trionfo, ottenuto in casa.

## Risultati

### Fase a gironi

#### Gruppo A

##### Classifica
| Pos. | Squadra        | Pt | G | V | N | P | GF | GS | DR |
| ---- | -------------- | -- | - | - | - | - | -- | -- | -- |
| 1.   | Uruguay        | 9  | 3 | 3 | 0 | 0 | 5  | 0  | +5 |
| 2.   | Russia         | 6  | 3 | 2 | 0 | 1 | 8  | 4  | +4 |
| 3.   | Arabia Saudita | 3  | 3 | 1 | 0 | 2 | 2  | 7  | -5 |
| 4.   | Egitto         | 0  | 3 | 0 | 0 | 3 | 2  | 6  | -4 |

##### Incontri
| Arbitro: | Pitana |

|                                                           |           |  |
| Gazinskij 12’ Čeryšev 43’, 90+1’ Dzjuba 71’ Golovin 90+4’ | Marcatori |  |

| Arbitro: | Kuipers |

|  |           |             |
|  | Marcatori | 89’ Giménez |

| Arbitro: | Cáceres |

|                                         |           |                  |
| Fathi 47’ (aut.) Čeryšev 59’ Dzjuba 62’ | Marcatori | 73’ (rig.) Salah |

| Arbitro: | Turpin |

|            |           |  |
| Suárez 23’ | Marcatori |  |

| Arbitro: | Roldán |

|                                        |           |           |
| Al-Faraj 45+6’ (rig.) Al-Dossari 90+5’ | Marcatori | 22’ Salah |

| Arbitro: | Diedhiou |

|                                          |           |  |
| Suárez 10’ Čeryšev 23’ (aut.) Cavani 90’ | Marcatori |  |

#### Gruppo B

##### Classifica
| Pos. | Squadra    | Pt | G | V | N | P | GF | GS | DR |
| ---- | ---------- | -- | - | - | - | - | -- | -- | -- |
| 1.   | Spagna     | 5  | 3 | 1 | 2 | 0 | 6  | 5  | +1 |
| 2.   | Portogallo | 5  | 3 | 1 | 2 | 0 | 5  | 4  | +1 |
| 3.   | Iran       | 4  | 3 | 1 | 1 | 1 | 2  | 2  | 0  |
| 4.   | Marocco    | 1  | 3 | 0 | 1 | 2 | 2  | 4  | -2 |

##### Incontri
| Arbitro: | Çakır |

|  |           |                         |
|  | Marcatori | 90+5’ (aut.) Bouhaddouz |

| Arbitro: | Rocchi |

|                             |           |                                |
| Ronaldo 4’ (rig.), 44’, 88’ | Marcatori | 24’, 55’ Diego Costa 58’ Nacho |

| Arbitro: | Geiger |

|            |           |  |
| Ronaldo 4’ | Marcatori |  |

| Arbitro: | Cunha |

|  |           |                 |
|  | Marcatori | 54’ Diego Costa |

| Arbitro: | Irmatov |

|                      |           |                           |
| Isco 19’ Aspas 90+1’ | Marcatori | 14’ Boutaïb 81’ En-Nesyri |

| Arbitro: | Cáceres |

|                         |           |              |
| Ansarifard 90+3’ (rig.) | Marcatori | 45’ Quaresma |

#### Gruppo C

##### Classifica
| Pos. | Squadra   | Pt | G | V | N | P | GF | GS | DR |
| ---- | --------- | -- | - | - | - | - | -- | -- | -- |
| 1.   | Francia   | 7  | 3 | 2 | 1 | 0 | 3  | 1  | +2 |
| 2.   | Danimarca | 5  | 3 | 1 | 2 | 0 | 2  | 1  | +1 |
| 3.   | Perù      | 3  | 3 | 1 | 0 | 2 | 2  | 2  | 0  |
| 4.   | Australia | 1  | 3 | 0 | 1 | 2 | 2  | 5  | -3 |

##### Incontri
| Arbitro: | Cunha |

|                                        |           |                    |
| Griezmann 58’ (rig.) Behich 81’ (aut.) | Marcatori | 62’ (rig.) Jedinak |

| Arbitro: | Gassama |

|  |           |             |
|  | Marcatori | 59’ Poulsen |

| Arbitro: | Mateu Lahoz |

|            |           |                    |
| Eriksen 7’ | Marcatori | 38’ (rig.) Jedinak |

| Arbitro: | Abdulla Hassan |

|            |           |  |
| Mbappé 34’ | Marcatori |  |

| Mosca 26 giugno 2018, ore 17:00 UTC+3 Incontro 37 | Danimarca | 0 – 0 referto | Francia | Stadio Lužniki (78 011 spett.)\| Arbitro: \| Ricci \| |
| Arbitro:                                          | Ricci     |               |         |                                                       |

| Arbitro: | Karasëv |

|  |           |                           |
|  | Marcatori | 18’ Carrillo 50’ Guerrero |

#### Gruppo D

##### Classifica
| Pos. | Squadra   | Pt | G | V | N | P | GF | GS | DR |
| ---- | --------- | -- | - | - | - | - | -- | -- | -- |
| 1.   | Croazia   | 9  | 3 | 3 | 0 | 0 | 7  | 1  | +6 |
| 2.   | Argentina | 4  | 3 | 1 | 1 | 1 | 3  | 5  | -2 |
| 3.   | Nigeria   | 3  | 3 | 1 | 0 | 2 | 3  | 4  | -1 |
| 4.   | Islanda   | 1  | 3 | 0 | 1 | 2 | 2  | 5  | -3 |

##### Incontri
| Arbitro: | Marciniak |

|            |           |                 |
| Agüero 19’ | Marcatori | 23’ Finnbogason |

| Arbitro: | Ricci |

|                                    |           |  |
| Etebo 32’ (aut.) Modrić 71’ (rig.) | Marcatori |  |

| Arbitro: | Irmatov |

|  |           |                                    |
|  | Marcatori | 53’ Rebić 80’ Modrić 90+1’ Rakitić |

| Arbitro: | Conger |

|               |           |  |
| Musa 49’, 75’ | Marcatori |  |

| Arbitro: | Çakır |

|                  |           |                    |
| Moses 51’ (rig.) | Marcatori | 14’ Messi 86’ Rojo |

| Arbitro: | Mateu Lahoz |

|                       |           |                        |
| Sigurðsson 76’ (rig.) | Marcatori | 53’ Badelj 90’ Perišić |

#### Gruppo E

##### Classifica
| Pos. | Squadra    | Pt | G | V | N | P | GF | GS | DR |
| ---- | ---------- | -- | - | - | - | - | -- | -- | -- |
| 1.   | Brasile    | 7  | 3 | 2 | 1 | 0 | 5  | 1  | +4 |
| 2.   | Svizzera   | 5  | 3 | 1 | 2 | 0 | 5  | 4  | +1 |
| 3.   | Serbia     | 3  | 3 | 1 | 0 | 2 | 2  | 4  | -2 |
| 4.   | Costa Rica | 1  | 3 | 0 | 1 | 2 | 2  | 5  | -3 |

##### Incontri
| Arbitro: | Diedhiou |

|  |           |             |
|  | Marcatori | 56’ Kolarov |

| Arbitro: | Ramos |

|              |           |           |
| Coutinho 20’ | Marcatori | 50’ Zuber |

| Arbitro: | Kuipers |

|                             |           |  |
| Coutinho 90+1’ Neymar 90+7’ | Marcatori |  |

| Arbitro: | Brych |

|             |           |                       |
| Mitrović 5’ | Marcatori | 52’ Xhaka 90’ Shaqiri |

| Arbitro: | Faghani |

|  |           |                               |
|  | Marcatori | 36’ Paulinho 68’ Thiago Silva |

| Arbitro: | Turpin |

|                        |           |                                |
| Džemaili 31’ Drmić 88’ | Marcatori | 56’ Waston 90+3’ (aut.) Sommer |

#### Gruppo F

##### Classifica
| Pos. | Squadra       | Pt | G | V | N | P | GF | GS | DR |
| ---- | ------------- | -- | - | - | - | - | -- | -- | -- |
| 1.   | Svezia        | 6  | 3 | 2 | 0 | 1 | 5  | 2  | +3 |
| 2.   | Messico       | 6  | 3 | 2 | 0 | 1 | 3  | 4  | -1 |
| 3.   | Corea del Sud | 3  | 3 | 1 | 0 | 2 | 3  | 3  | 0  |
| 4.   | Germania      | 3  | 3 | 1 | 0 | 2 | 2  | 4  | -2 |

##### Incontri
| Arbitro: | Faghani |

|  |           |            |
|  | Marcatori | 35’ Lozano |

| Arbitro: | Aguilar |

|                      |           |  |
| Granqvist 65’ (rig.) | Marcatori |  |

| Arbitro: | Mažić |

|           |           |                               |
| Son 90+3’ | Marcatori | 26’ (rig.) Vela 66’ Hernández |

| Arbitro: | Marciniak |

|                      |           |              |
| Reus 48’ Kroos 90+5’ | Marcatori | 32’ Toivonen |

| Arbitro: | Geiger |

|                     |           |  |
| Kim 90+3’ Son 90+6’ | Marcatori |  |

| Arbitro: | Pitana |

|  |           |                                                          |
|  | Marcatori | 50’ Augustinsson 62’ (rig.) Granqvist 74’ (aut.) Álvarez |

#### Gruppo G

##### Classifica
| Pos. | Squadra     | Pt | G | V | N | P | GF | GS | DR |
| ---- | ----------- | -- | - | - | - | - | -- | -- | -- |
| 1.   | Belgio      | 9  | 3 | 3 | 0 | 0 | 9  | 2  | +7 |
| 2.   | Inghilterra | 6  | 3 | 2 | 0 | 1 | 8  | 3  | +5 |
| 3.   | Tunisia     | 3  | 3 | 1 | 0 | 2 | 5  | 8  | -3 |
| 4.   | Panama      | 0  | 3 | 0 | 0 | 3 | 2  | 11 | -9 |

##### Incontri
| Arbitro: | Sikazwe |

|                             |           |  |
| Mertens 47’ Lukaku 69’, 75’ | Marcatori |  |

| Arbitro: | Roldán |

|                  |           |                 |
| Sassi 35’ (rig.) | Marcatori | 11’, 90+1’ Kane |

| Arbitro: | Marrufo |

|                                                       |           |                        |
| Hazard 6’ (rig.), 51’ Lukaku 16’, 45+3’ Batshuayi 90’ | Marcatori | 18’ Bronn 90+3’ Khazri |

| Arbitro: | Grisha |

|                                                               |           |           |
| Stones 8’, 40’ Kane 22’ (rig.), 45+1’ (rig.), 62’ Lingard 36’ | Marcatori | 78’ Baloy |

| Arbitro: | Skomina |

|  |           |             |
|  | Marcatori | 51’ Januzaj |

| Arbitro: | Shukralla |

|                   |           |                            |
| Meriah 33’ (aut.) | Marcatori | 51’ Ben Youssef 66’ Khazri |

#### Gruppo H

##### Classifica
| Pos. | Squadra  | Pt | G | V | N | P | GF | GS | DR | FP |
| ---- | -------- | -- | - | - | - | - | -- | -- | -- | -- |
| 1.   | Colombia | 6  | 3 | 2 | 0 | 1 | 5  | 2  | +3 |    |
| 2.   | Giappone | 4  | 3 | 1 | 1 | 1 | 4  | 4  | 0  | -4 |
| 3.   | Senegal  | 4  | 3 | 1 | 1 | 1 | 4  | 4  | 0  | -6 |
| 4.   | Polonia  | 3  | 3 | 1 | 0 | 2 | 2  | 5  | -3 |    |

##### Incontri
| Arbitro: | Skomina |

|              |           |                            |
| Quintero 39’ | Marcatori | 6’ (rig.) Kagawa 73’ Ōsako |

| Arbitro: | Shukralla |

|                |           |                             |
| Krychowiak 86’ | Marcatori | 37’ (aut.) Cionek 60’ Niang |

| Arbitro: | Rocchi |

|                    |           |                    |
| Inui 34’ Honda 78’ | Marcatori | 11’ Mané 71’ Wagué |

| Arbitro: | Ramos |

|  |           |                                  |
|  | Marcatori | 40’ Mina 70’ Falcao 75’ Cuadrado |

| Arbitro: | Sikazwe |

|  |           |              |
|  | Marcatori | 59’ Bednarek |

| Arbitro: | Mažić |

|  |           |          |
|  | Marcatori | 74’ Mina |

### Fase a eliminazione diretta

#### Tabellone
|  | Ottavi di finale | Ottavi di finale  | Ottavi di finale |               |               | Quarti di finale | Quarti di finale | Quarti di finale |             |        | Semifinali | Semifinali | Semifinali |                 |                 | Finale          | Finale | Finale |  |
|  |                  |                   |                  |               |               |                  |                  |                  |             |        |            |            |            |                 |                 |                 |        |        |  |
|  | 1A               | Uruguay           | 2                |               |               |                  |                  |                  |             |        |            |            |            |                 |                 |                 |        |        |  |
|  | 1A               | Uruguay           | 2                |               |               |                  |                  |                  |             |        |            |            |            |                 |                 |                 |        |        |  |
|  | 2B               | Portogallo        | 1                |               |               |                  |                  |                  |             |        |            |            |            |                 |                 |                 |        |        |  |
|  | 2B               | Portogallo        | 1                |               | Uruguay       | Uruguay          | 0                |                  |             |        |            |            |            |                 |                 |                 |        |        |  |
|  |                  |                   |                  |               | Uruguay       | Uruguay          | 0                |                  |             |        |            |            |            |                 |                 |                 |        |        |  |
|  |                  |                   | Francia          | Francia       | 2             |                  |                  |                  |             |        |            |            |            |                 |                 |                 |        |        |  |
|  | 1C               | Francia           | Francia          | Francia       | 2             | 4                |                  |                  |             |        |            |            |            |                 |                 |                 |        |        |  |
|  | 1C               | Francia           |                  |               |               |                  |                  |                  |             |        |            |            |            |                 |                 |                 |        |        |  |
|  | 2D               | Argentina         | 3                |               |               |                  |                  |                  |             |        |            |            |            |                 |                 |                 |        |        |  |
|  | 2D               | Argentina         | 3                |               | Francia       | Francia          | 1                |                  |             |        |            |            |            |                 |                 |                 |        |        |  |
|  |                  |                   |                  |               |               |                  |                  |                  |             |        |            |            |            |                 |                 |                 |        |        |  |
|  |                  |                   | Belgio           | Belgio        | 0             |                  |                  |                  |             |        |            |            |            |                 |                 |                 |        |        |  |
|  | 1E               | Brasile           | Belgio           | Belgio        | 0             | 2                |                  |                  |             |        |            |            |            |                 |                 |                 |        |        |  |
|  | 1E               | Brasile           |                  |               |               |                  |                  |                  |             |        |            |            |            |                 |                 |                 |        |        |  |
|  | 2F               | Messico           | 0                |               |               |                  |                  |                  |             |        |            |            |            |                 |                 |                 |        |        |  |
|  | 2F               | Messico           | 0                |               | Brasile       | Brasile          | 1                |                  |             |        |            |            |            |                 |                 |                 |        |        |  |
|  |                  |                   |                  |               | Brasile       | Brasile          | 1                |                  |             |        |            |            |            |                 |                 |                 |        |        |  |
|  |                  |                   | Belgio           | Belgio        | 2             |                  |                  |                  |             |        |            |            |            |                 |                 |                 |        |        |  |
|  | 1G               | Belgio            | Belgio           | Belgio        | 2             | 3                |                  |                  |             |        |            |            |            |                 |                 |                 |        |        |  |
|  | 1G               | Belgio            |                  |               |               |                  |                  |                  |             |        |            |            |            |                 |                 |                 |        |        |  |
|  | 2H               | Giappone          | 2                |               |               |                  |                  |                  |             |        |            |            |            |                 |                 |                 |        |        |  |
|  | 2H               | Giappone          | 2                |               | Francia       | Francia          | 4                |                  |             |        |            |            |            |                 |                 |                 |        |        |  |
|  |                  |                   |                  |               |               |                  |                  |                  |             |        |            |            |            |                 |                 |                 |        |        |  |
|  |                  |                   | Croazia          | Croazia       | 2             |                  |                  |                  |             |        |            |            |            |                 |                 |                 |        |        |  |
|  | 1B               | Spagna            | Croazia          | Croazia       | 2             | 1 (3)            |                  |                  |             |        |            |            |            |                 |                 |                 |        |        |  |
|  | 1B               | Spagna            |                  |               |               | 1 (3)            |                  |                  |             |        |            |            |            |                 |                 |                 |        |        |  |
|  | 2A               | Russia (dtr)      | 1 (4)            |               |               |                  |                  |                  |             |        |            |            |            |                 |                 |                 |        |        |  |
|  | 2A               | Russia (dtr)      | 1 (4)            |               | Russia        | Russia           | 2 (3)            |                  |             |        |            |            |            |                 |                 |                 |        |        |  |
|  |                  |                   |                  |               | Russia        | Russia           | 2 (3)            |                  |             |        |            |            |            |                 |                 |                 |        |        |  |
|  |                  |                   | Croazia (dtr)    | Croazia (dtr) | 2 (4)         |                  |                  |                  |             |        |            |            |            |                 |                 |                 |        |        |  |
|  | 1D               | Croazia (dtr)     | Croazia (dtr)    | Croazia (dtr) | 2 (4)         | 1 (3)            |                  |                  |             |        |            |            |            |                 |                 |                 |        |        |  |
|  | 1D               | Croazia (dtr)     |                  |               |               |                  |                  |                  |             |        |            |            |            |                 |                 |                 |        |        |  |
|  | 2C               | Danimarca         | 1 (2)            |               |               |                  |                  |                  |             |        |            |            |            |                 |                 |                 |        |        |  |
|  | 2C               | Danimarca         | 1 (2)            |               | Croazia (dts) | Croazia (dts)    | 2                |                  |             |        |            |            |            |                 |                 |                 |        |        |  |
|  |                  |                   |                  |               |               |                  |                  |                  |             |        |            |            |            |                 |                 |                 |        |        |  |
|  |                  |                   | Inghilterra      | Inghilterra   | 1             |                  |                  |                  |             |        |            |            |            |                 |                 |                 |        |        |  |
|  | 1F               | Svezia            | Inghilterra      | Inghilterra   | 1             | 1                |                  |                  |             |        |            |            |            | Finale 3º posto | Finale 3º posto | Finale 3º posto |        |        |  |
|  | 1F               | Svezia            |                  |               |               |                  |                  |                  |             |        |            |            |            |                 |                 |                 |        |        |  |
|  | 2E               | Svizzera          | 0                |               |               |                  |                  |                  |             |        |            |            |            |                 |                 |                 |        |        |  |
|  | 2E               | Svizzera          | 0                |               | Svezia        | Svezia           | 0                |                  |             | Belgio | Belgio     | 2          |            |                 |                 |                 |        |        |  |
|  |                  |                   |                  |               | Svezia        | Svezia           | 0                |                  |             | Belgio | Belgio     | 2          |            |                 |                 |                 |        |        |  |
|  |                  |                   | Inghilterra      | Inghilterra   | 2             |                  |                  | Inghilterra      | Inghilterra | 0      |            |            |            |                 |                 |                 |        |        |  |
|  | 1H               | Colombia          | Inghilterra      | Inghilterra   | 2             | 1 (3)            |                  | Inghilterra      | Inghilterra | 0      |            |            |            |                 |                 |                 |        |        |  |
|  | 1H               | Colombia          |                  |               |               |                  |                  |                  |             |        |            |            |            |                 |                 |                 |        |        |  |
|  | 2G               | Inghilterra (dtr) | 1 (4)            |               |               |                  |                  |                  |             |        |            |            |            |                 |                 |                 |        |        |  |

#### Ottavi di finale
| Arbitro: | Faghani |

|                                                 |           |                                       |
| Griezmann 13’ (rig.) Pavard 57’ Mbappé 64’, 68’ | Marcatori | 41’ Di María 48’ Mercado 90+3’ Agüero |

| Arbitro: | Ramos |

|                |           |          |
| Cavani 7’, 62’ | Marcatori | 55’ Pepe |

| Arbitro: | Kuipers |

|                                |                      |                                  |
| Ignaševič 12’ (aut.)           | Marcatori            | 41’ (rig.) Dzjuba                |
| Iniesta Piqué Koke Ramos Aspas | Tiri di rigore 3 – 4 | Smolov Ignaševič Golovin Čeryšev |

| Arbitro: | Pitana |

|                                        |                      |                                              |
| Mandžukić 4’                           | Marcatori            | 1’ M. Jørgensen                              |
| Badelj Kramarić Modrić Pivarić Rakitić | Tiri di rigore 3 – 2 | Eriksen Kjær Krohn-Dehli Schøne N. Jørgensen |

| Arbitro: | Rocchi |

|                        |           |  |
| Neymar 51’ Firmino 88’ | Marcatori |  |

| Arbitro: | Diedhiou |

|                                          |           |                        |
| Vertonghen 69’ Fellaini 74’ Chadli 90+4’ | Marcatori | 48’ Haraguchi 52’ Inui |

| Arbitro: | Skomina |

|              |           |  |
| Forsberg 66’ | Marcatori |  |

| Arbitro: | Geiger |

|                                    |                      |                                       |
| Mina 90+3’                         | Marcatori            | 57’ (rig.) Kane                       |
| Falcao Cuadrado Muriel Uribe Bacca | Tiri di rigore 3 – 4 | Kane Rashford Henderson Trippier Dier |

#### Quarti di finale
| Arbitro: | Pitana |

|  |           |                          |
|  | Marcatori | 40’ Varane 61’ Griezmann |

| Arbitro: | Mažić |

|             |           |                                      |
| Augusto 76’ | Marcatori | 13’ (aut.) Fernandinho 31’ De Bruyne |

| Arbitro: | Kuipers |

|  |           |                      |
|  | Marcatori | 30’ Maguire 59’ Alli |

| Arbitro: | Ricci |

|                                            |                      |                                      |
| Čeryšev 31’ Fernandes 115’                 | Marcatori            | 39’ Kramarić 101’ Vida               |
| Smolov Dzagoev Fernandes Ignaševič Kuzjaev | Tiri di rigore 3 – 4 | Brozović Kovačić Modrić Vida Rakitić |

#### Semifinali
| Arbitro: | Cunha |

|            |           |  |
| Umtiti 51’ | Marcatori |  |

| Arbitro: | Çakır |

|                            |           |             |
| Perišić 68’ Mandžukić 109’ | Marcatori | 5’ Trippier |

#### Finale per il terzo posto
| Arbitro: | Faghani |

|                       |           |  |
| Meunier 4’ Hazard 82’ | Marcatori |  |

#### Finale
| Arbitro: | Pitana |

|                                                                |           |                           |
| Mandžukić 18’ (aut.) Griezmann 38’ (rig.) Pogba 59’ Mbappé 65’ | Marcatori | 28’ Perišić 69’ Mandžukić |

## Statistiche

### Classifica marcatori
6 reti
- Harry Kane (3 rigori)

4 reti
- Romelu Lukaku
- Antoine Griezmann (3 rigori)
- Kylian Mbappé
- Cristiano Ronaldo (1 rigore)
- Denis Čeryšev

3 reti
- Eden Hazard (1 rigore)
- Yerry Mina
- Mario Mandžukić
- Ivan Perišić
- Artëm Dzjuba (1 rigore)
- Diego Costa
- Edinson Cavani

2 reti
- Sergio Agüero
- Mile Jedinak (2 rigori)
- Philippe Coutinho
- Neymar
- Son Heung-min
- Luka Modrić (1 rigore)
- Mohamed Salah (1 rigore)
- Takashi Inui
- John Stones
- Ahmed Musa
- Andreas Granqvist (2 rigori)
- Wahbi Khazri
- Luis Suárez

1 rete
- Salem Al-Dossari
- Salman Al-Faraj (1 rigore)
- Ángel Di María
- Gabriel Mercado
- Lionel Messi
- Marcos Rojo
- Michy Batshuayi
- Nacer Chadli
- Kevin De Bruyne
- Marouane Fellaini
- Adnan Januzaj
- Dries Mertens
- Thomas Meunier
- Jan Vertonghen
- Roberto Firmino
- Paulinho
- Renato Augusto
- Thiago Silva
- Juan Cuadrado
- Radamel Falcao
- Juan Fernando Quintero
- Kim Young-gwon
- Kendall Waston
- Milan Badelj
- Andrej Kramarić
- Ivan Rakitić
- Ante Rebić
- Domagoj Vida
- Christian Eriksen
- Mathias Jørgensen
- Yussuf Poulsen
- Benjamin Pavard
- Paul Pogba
- Samuel Umtiti
- Raphaël Varane
- Toni Kroos
- Marco Reus
- Genki Haraguchi
- Keisuke Honda
- Shinji Kagawa (1 rigore)
- Yūya Ōsako
- Dele Alli
- Jesse Lingard
- Harry Maguire
- Kieran Trippier
- Karim Ansarifard (1 rigore)
- Alfreð Finnbogason
- Gylfi Sigurðsson (1 rigore)
- Khalid Boutaïb
- Youssef En-Nesyri
- Javier Hernández
- Hirving Lozano
- Carlos Vela (1 rigore)
- Victor Moses (1 rigore)
- Felipe Baloy
- André Carrillo
- Paolo Guerrero
- Jan Bednarek
- Grzegorz Krychowiak
- Pepe
- Ricardo Quaresma
- Mário Fernandes
- Jurij Gazinskij
- Aleksandr Golovin
- Sadio Mané
- M'Baye Niang
- Moussa Wagué
- Aleksandar Kolarov
- Aleksandar Mitrović
- Iago Aspas
- Isco
- Nacho
- Ludwig Augustinsson
- Emil Forsberg
- Ola Toivonen
- Josip Drmić
- Blerim Džemaili
- Xherdan Shaqiri
- Granit Xhaka
- Steven Zuber
- Fakhreddine Ben Youssef
- Dylan Bronn
- Ferjani Sassi (1 rigore)
- José Giménez

Autoreti
- Aziz Behich (1, pro  Francia)
- Fernandinho (1, pro  Belgio)
- Mario Mandžukić (1, pro  Francia)
- Ahmed Fathi (1, pro  Russia)
- Aziz Bouhaddouz (1, pro  Iran)
- Edson Álvarez (1, pro  Svezia)
- Oghenekaro Etebo (1, pro  Croazia)
- Thiago Cionek (1, pro  Senegal)
- Denis Čeryšev (1, pro  Uruguay)
- Sergej Ignaševič (1, pro  Spagna)
- Yann Sommer (1, pro  Costa Rica)
- Yassine Meriah (1, pro  Panama)

### Record
- Gol più veloce: Mathias Jørgensen (Croazia-Danimarca, ottavi di finale, 1º luglio, 1º minuto)
- Gol più tardivo: Mário Fernandes (Russia-Croazia, quarti di finale, 11 luglio, 115º minuto)
- Primo gol: Jurij Gazinskij (Russia-Arabia Saudita, partita inaugurale, 14 giugno, 12º minuto)
- Ultimo gol: Mario Mandžukić (Francia-Croazia, finale 1º posto, 15 luglio, 69º minuto)
- Miglior attacco: Belgio (16 reti segnate)
- Peggior attacco: Arabia Saudita, Australia, Costa Rica, Egitto, Iran, Marocco, Germania, Islanda, Panama, Perù, Polonia e Serbia (2 reti segnate)
- Miglior difesa: Danimarca, Iran e Perù (2 reti subite)
- Peggior difesa: Panama (11 reti subite)
- Miglior differenza reti: Belgio (+7)
- Partite con il maggior numero di gol: Belgio-Tunisia 5-2 (fase a gironi, 23 giugno), Inghilterra-Panama 6-1 (fase a gironi, 24 giugno) e Francia-Argentina 4-3 (ottavi di finale, 30 giugno) (7 gol)
- Partite con il maggior scarto di gol: Russia-Arabia Saudita 5-0 (partita inaugurale, 14 giugno) e Inghilterra-Panama 6-1 (fase a gironi, 24 giugno) (5 gol di scarto)
- Partita con il maggior numero di spettatori: Russia-Arabia Saudita (partita inaugurale, 14 giugno), Germania-Messico (fase a gironi, 17 giugno), Portogallo-Marocco (fase a gironi, 20 giugno), Danimarca-Francia (fase a gironi, 26 giugno), Spagna-Russia (ottavi di finale, 1º luglio), Croazia-Inghilterra (semifinali, 11 luglio), Francia-Croazia (finale, 15 luglio) (78 011 spettatori)
- Partita con il minor numero di spettatori: Egitto-Uruguay (fase a gironi, 15 giugno, 27 015 spettatori)
- Media spettatori: 47 594 (10º posto nella storia dei Mondiali di calcio)

## La squadra vincitrice
La squadra francese campione del mondo 2018.
| Francia                               | Francia         | Francia             |
| Numero                                | Giocatore       | Squadra 2018        |
| Portieri                              | Portieri        | Portieri            |
| ------------------------------------- | --------------- | ------------------- |
| 1                                     | Lloris          | Tottenham           |
| 16                                    | Mandanda        | Olympique Marsiglia |
| 23                                    | Areola          | Paris Saint-Germain |
| Difensori                             |                 |                     |
| 2                                     | Pavard          | Stoccarda           |
| 3                                     | Kimpembe        | Paris Saint-Germain |
| 4                                     | Varane          | Real Madrid         |
| 5                                     | Umtiti          | Barcellona          |
| 17                                    | Rami            | Olympique Marsiglia |
| 19                                    | Sidibé          | Monaco              |
| 21                                    | Lucas Hernandez | Atlético Madrid     |
| 22                                    | Benjamin Mendy  | Manchester City     |
| Centrocampisti                        |                 |                     |
| 6                                     | Pogba           | Manchester Utd      |
| 8                                     | Lemar           | Atlético Madrid     |
| 12                                    | Tolisso         | Bayern Monaco       |
| 13                                    | Kanté           | Chelsea             |
| 14                                    | Matuidi         | Juventus            |
| 15                                    | Nzonzi          | Siviglia            |
| 18                                    | Fekir           | Olympique Lione     |
| Attaccanti                            |                 |                     |
| 7                                     | Griezmann       | Atlético Madrid     |
| 9                                     | Giroud          | Chelsea             |
| 10                                    | Mbappé          | Paris Saint-Germain |
| 11                                    | Dembélé         | Barcellona          |
| 20                                    | Thauvin         | Olympique Marsiglia |
| Commissario Tecnico: Didier Deschamps |                 |                     |

## Premi

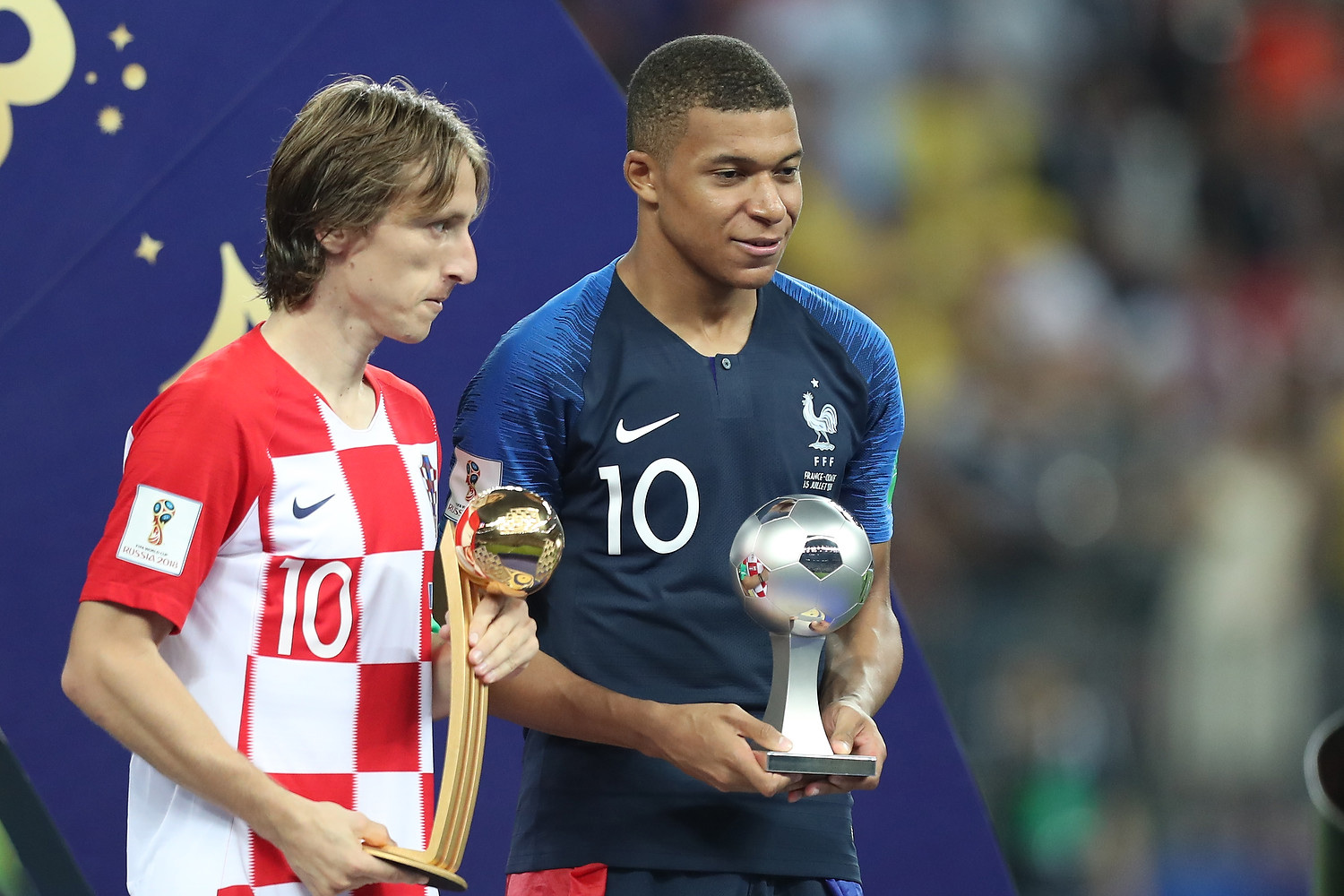
La premiazione per Modrić, miglior giocatore, e Mbappé, miglior giovane del mondiale

- Scarpa d'oro:  Harry Kane (6)
- Pallone d'oro:  Luka Modrić
- Guanto d'oro:  Thibaut Courtois[97]
- Miglior giovane:  Kylian Mbappé[98]

| [ 99 ]  | Miglior marcatore (Scarpa d'oro) | Miglior giocatore (Pallone d'oro) | Miglior portiere (Guanto d'oro) | Miglior giovane | Premio FIFA Fair Play |
| ------- | -------------------------------- | --------------------------------- | ------------------------------- | --------------- | --------------------- |
| Oro     | Harry Kane (6)                   | Luka Modrić                       | Thibaut Courtois                | Kylian Mbappé   | Spagna                |
| Argento | Antoine Griezmann (4)            | Eden Hazard                       | Non assegnato                   | Non assegnato   | Non assegnato         |
| Bronzo  | Romelu Lukaku (4)                | Antoine Griezmann                 | Non assegnato                   | Non assegnato   | Non assegnato         |

### All-Star Team[100]
| Portieri         | Difensori                                                   | Centrocampisti                           | Attaccanti                           |
| ---------------- | ----------------------------------------------------------- | ---------------------------------------- | ------------------------------------ |
| Thibaut Courtois | Benjamin Pavard Raphaël Varane Dejan Lovren Kieran Trippier | N'Golo Kanté Luka Modrić Kevin De Bruyne | Eden Hazard Harry Kane Kylian Mbappé |